# Château d'Issy
Le château d'Issy, aujourd'hui détruit, était un château français situé sur le territoire de l'actuelle commune d'Issy-les-Moulineaux, située dans les Hauts-de-Seine. Il fut principalement la propriété des princes de Conti au XVIIIe siècle. Le château a brûlé en 1871, lors de la commune de Paris. Aujourd'hui, l'un des deux pavillons d'entrée a été conservé, il abrite la galerie d'histoire de la ville d'Issy-les-Moulineaux, au sein du musée français de la carte à jouer. 

## Histoire
L'emplacement du futur château d'Issy est occupé autour du XIIIe siècle par deux principales propriétés. La première est le vieux château de Villepreux, la seconde est le fief de Mérainviller.

### AuXVIIesiècle

#### Le «Petit Olympe» de la reine Margot
En 1606, la reine Margot se réfugie à Issy, dans la demeure de Jean de La Haye, pour fuir l'épidémie de peste qui frappe Paris. Séduite par le lieu, elle achète le bâtiment de ce dernier et les terres qui l'entourent pour 33.000 livres (?). Elle lui donnera elle-même le nom de « Petit Olympe ». Il semble que la ferme et une partie des jardins de ce domaine se trouvaient à l'emplacement du futur château classique d'Issy.
La reine Margot meurt en 1615, et le domaine reste sans nouveau propriétaire jusqu'en 1622, à cause des procédures testamentaires de la reine et du règlement de ses dettes.
L'ensemble est vendu aux enchères le 23 août 1622 pour 22 000 livres (?) à M. de Choisy.
Le Petit Olympe compta jusqu'à 100 arpents de parc.
En 1609, le poète Michel Bouteroue rédige un poème intitulé le Petit Olympe d'Issy, où il vante les charmes de la propriété.

#### Macé Bertrand de la Bazinière

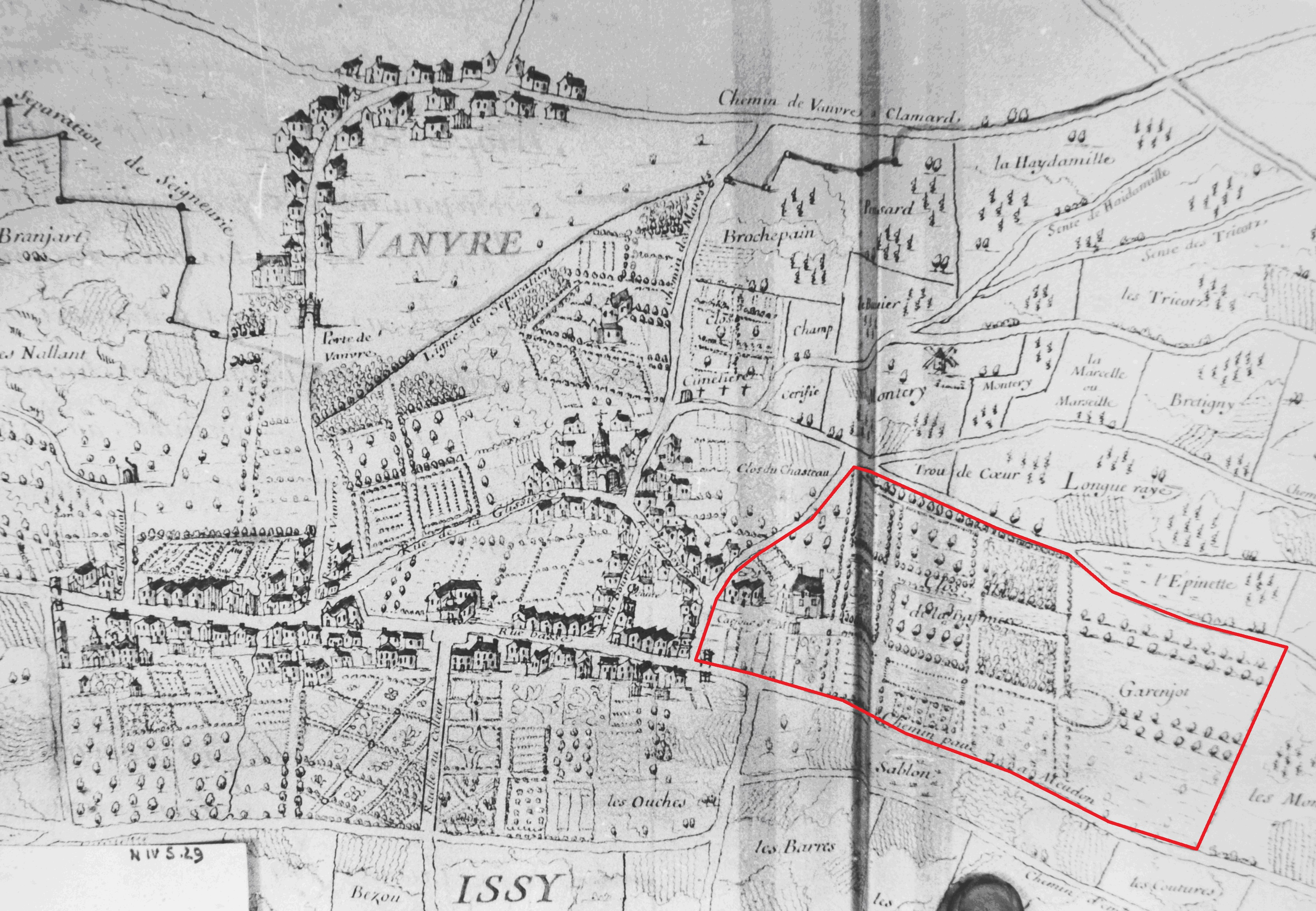
Schéma décrivant l'emprise du château d'Issy, milieu du XVIIe siècle.

Le domaine sera alors divisé en deux parties. L'une — acquise ultérieurement par les prêtres de Saint-Sulpice — deviendra le séminaire Saint-Sulpice, et l’autre, le Petit Olympe, est réunie en 1660 par le financier Macé Bertrand de la Bazinière à la propriété voisine (la Chatellenie de Villepreux) , pour constituer une maison de plaisance.

#### Le château de Pierre Bullet pour Denis Talon (1681-1698)
En 1681, cette parcelle de terrain est achetée par le président à mortier, conseiller du roi et premier avocat général au Parlement Denis Talon.
Il confie à l'architecte Pierre Bullet,, élève de François Blondel, la conception d'un petit château. Denis Talon commande également à l'architecte paysagiste André Le Nôtre la construction des jardins et de fontaines, tandis que Pierre Desgots, jardinier du roi aux Tuileries et beau-frère de Le Nôtre, effectue des travaux dans le parc.
Denis Talon meurt en 1698.

Élévations, plans et coupes du château d'Issy et des jardins
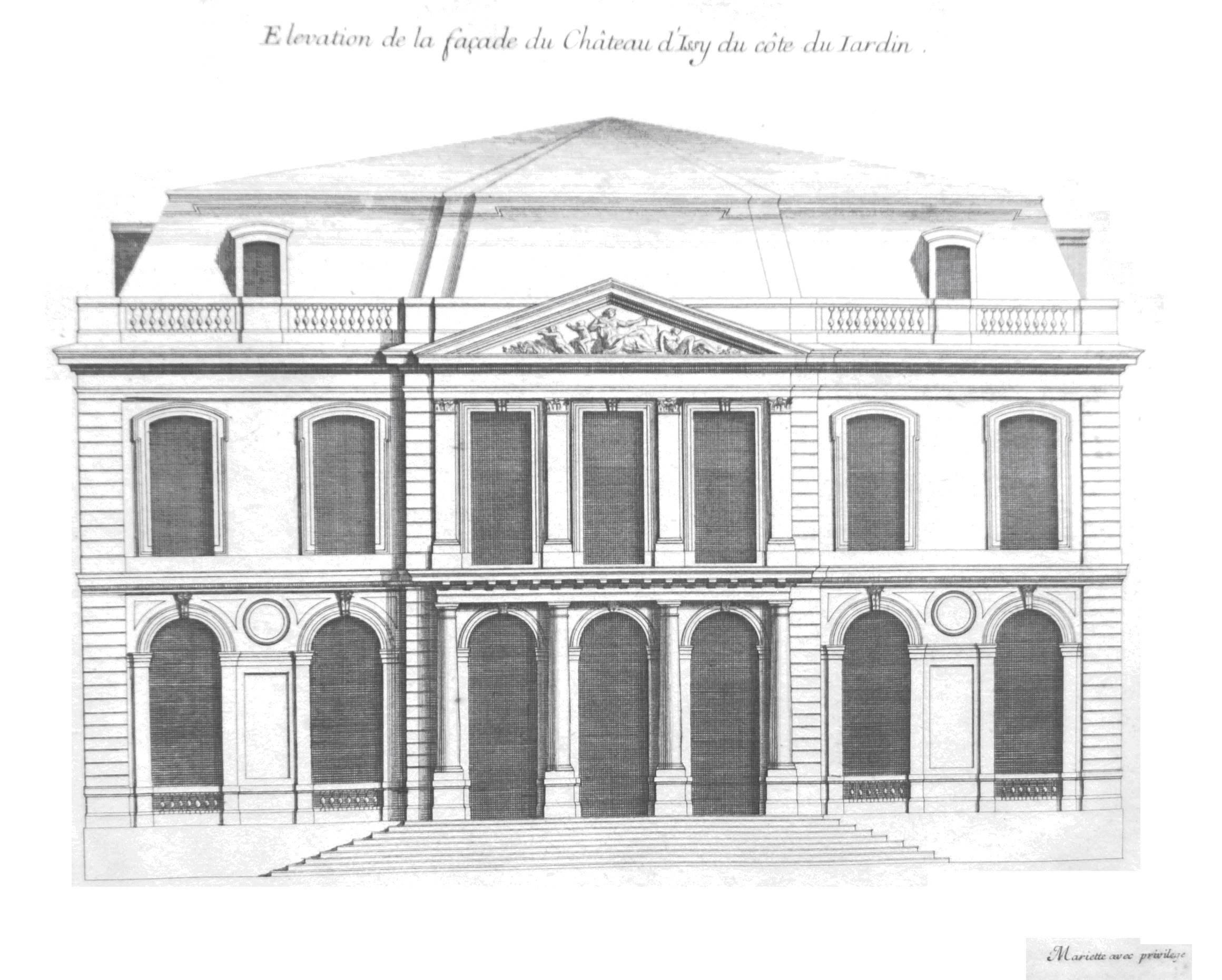
Élévation du château d'Issy du côté des jardins, Mariette, vers 1725.
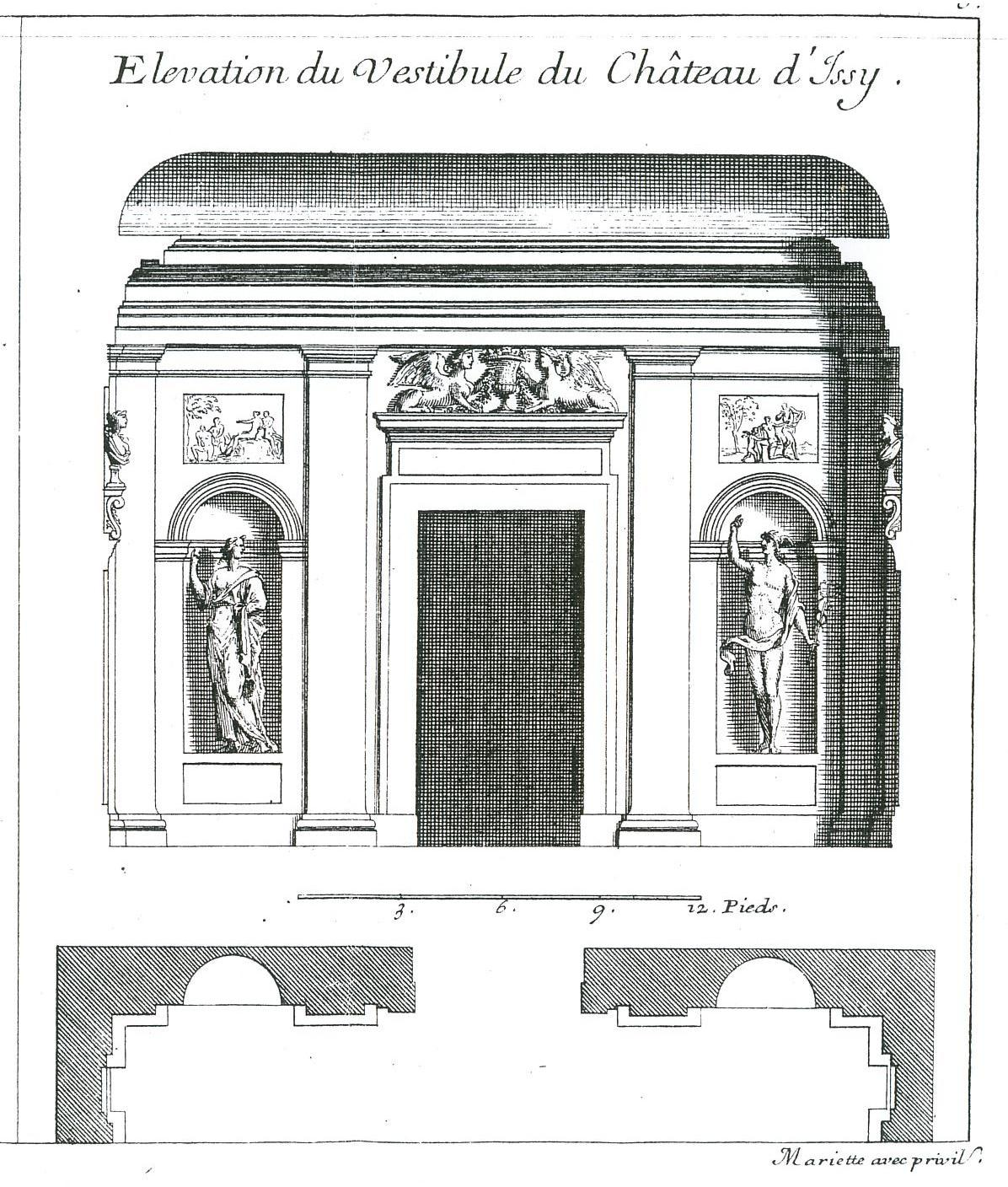
Coupe du vestibule du château d'Issy, vers 1690.
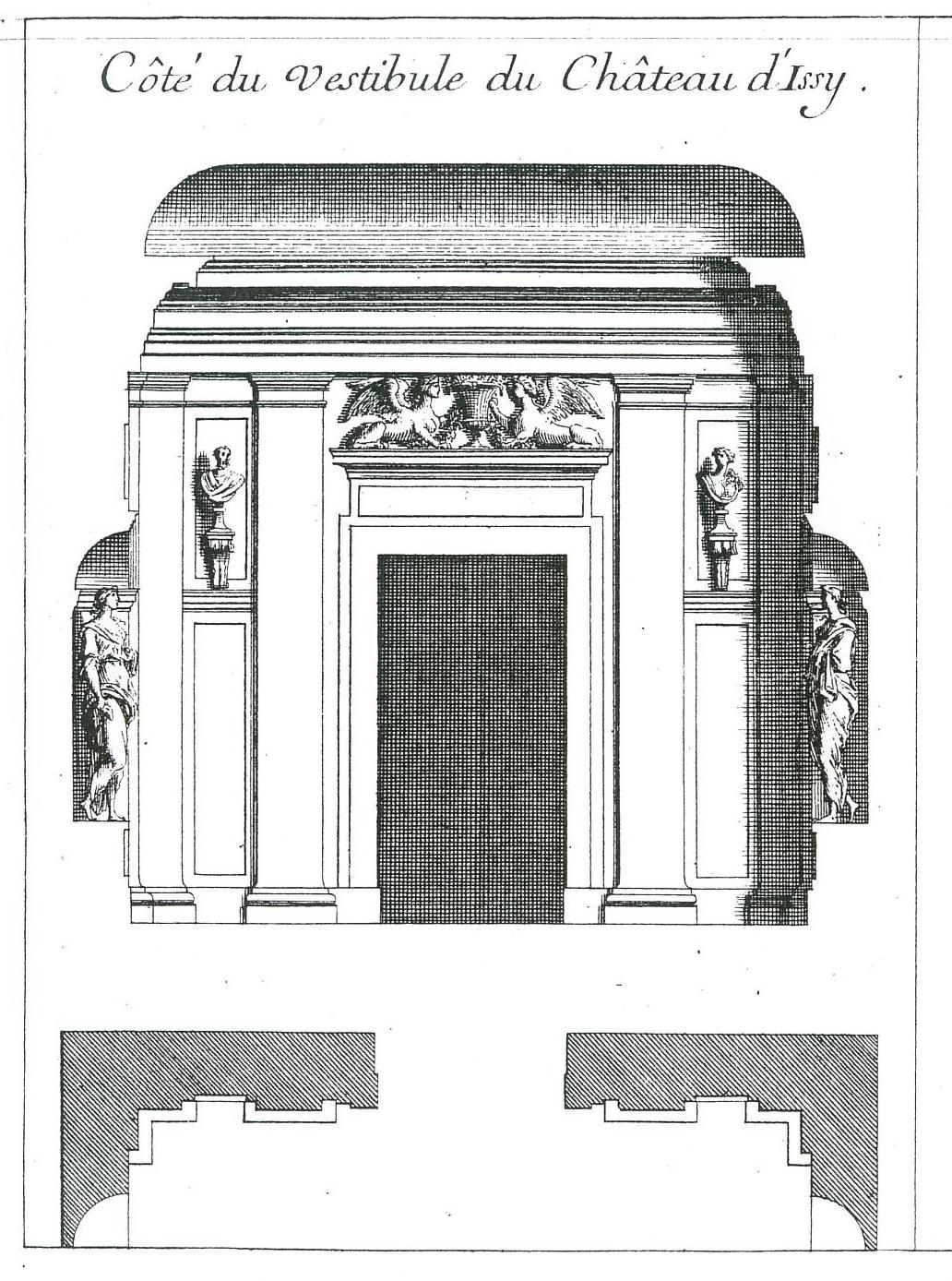
Coupe du vestibule du château d'Issy, vers 1690.
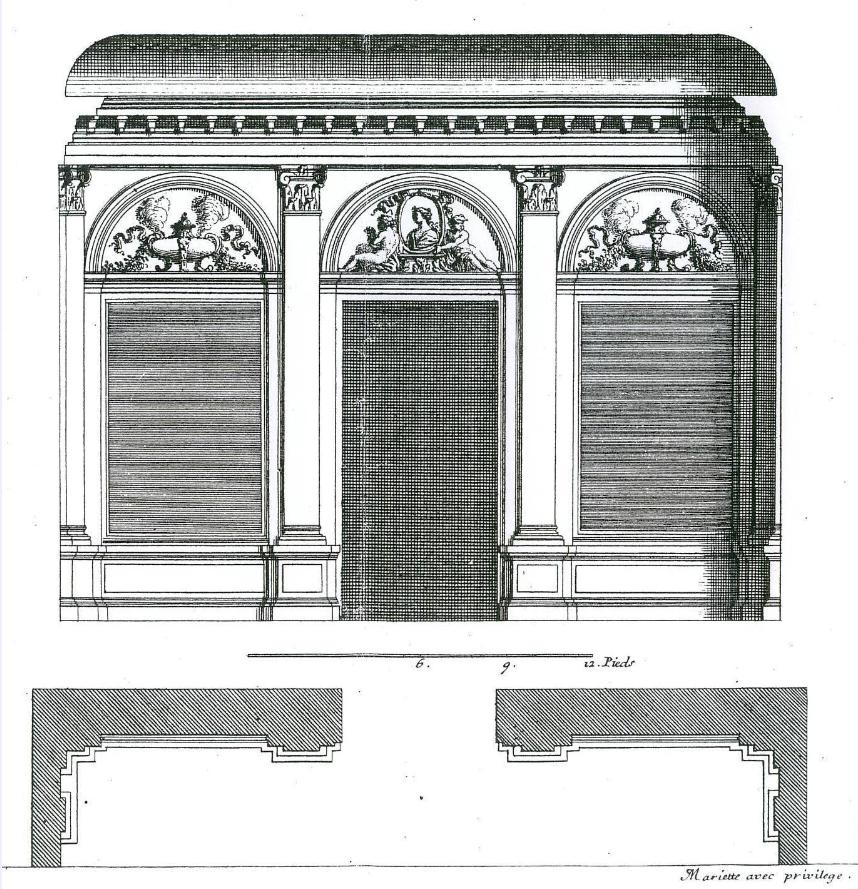
Coupe du grand salon du château d'Issy, vers 1690.
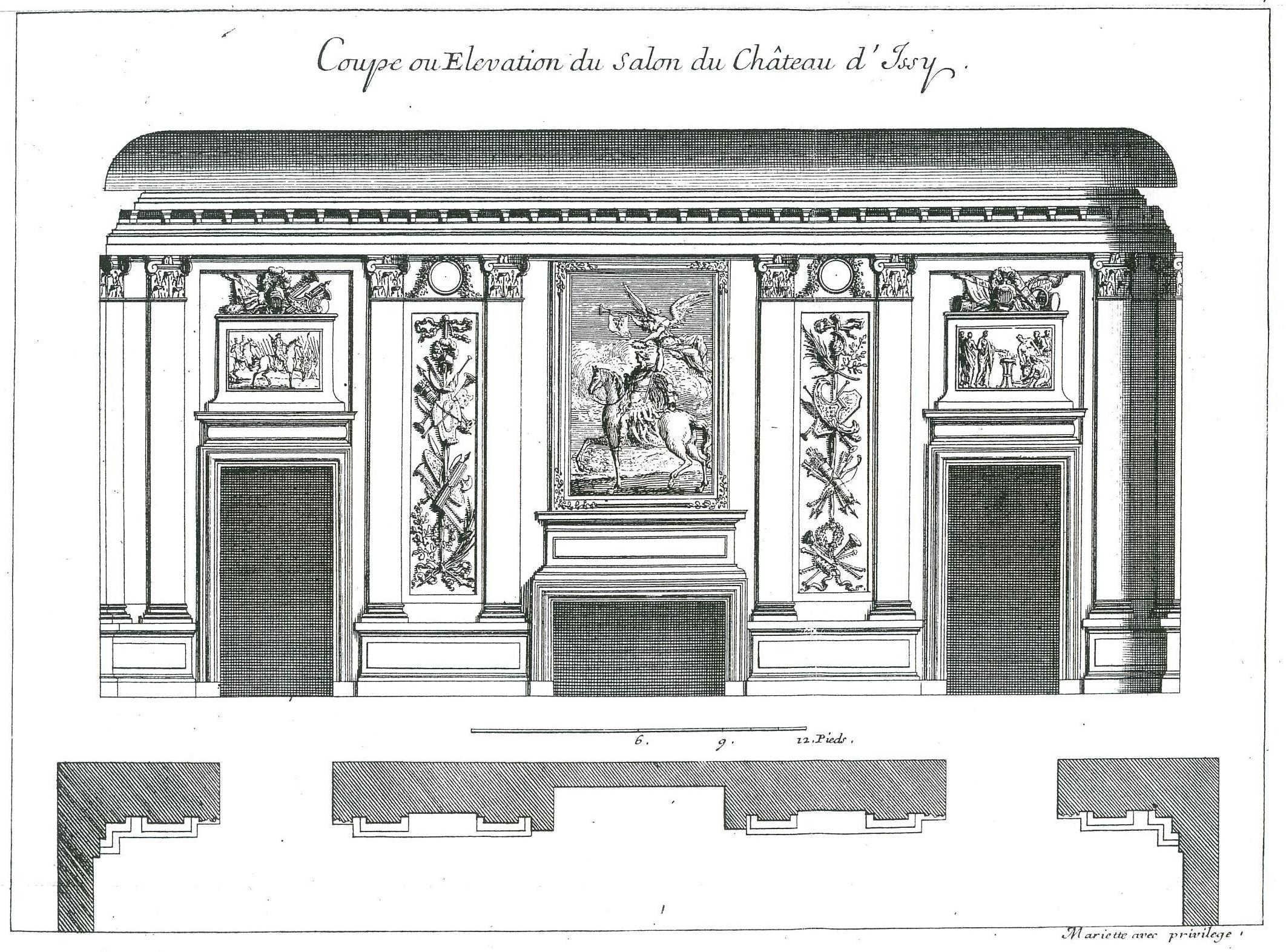
Coupe du grand salon du château d'Issy, vers 1690.
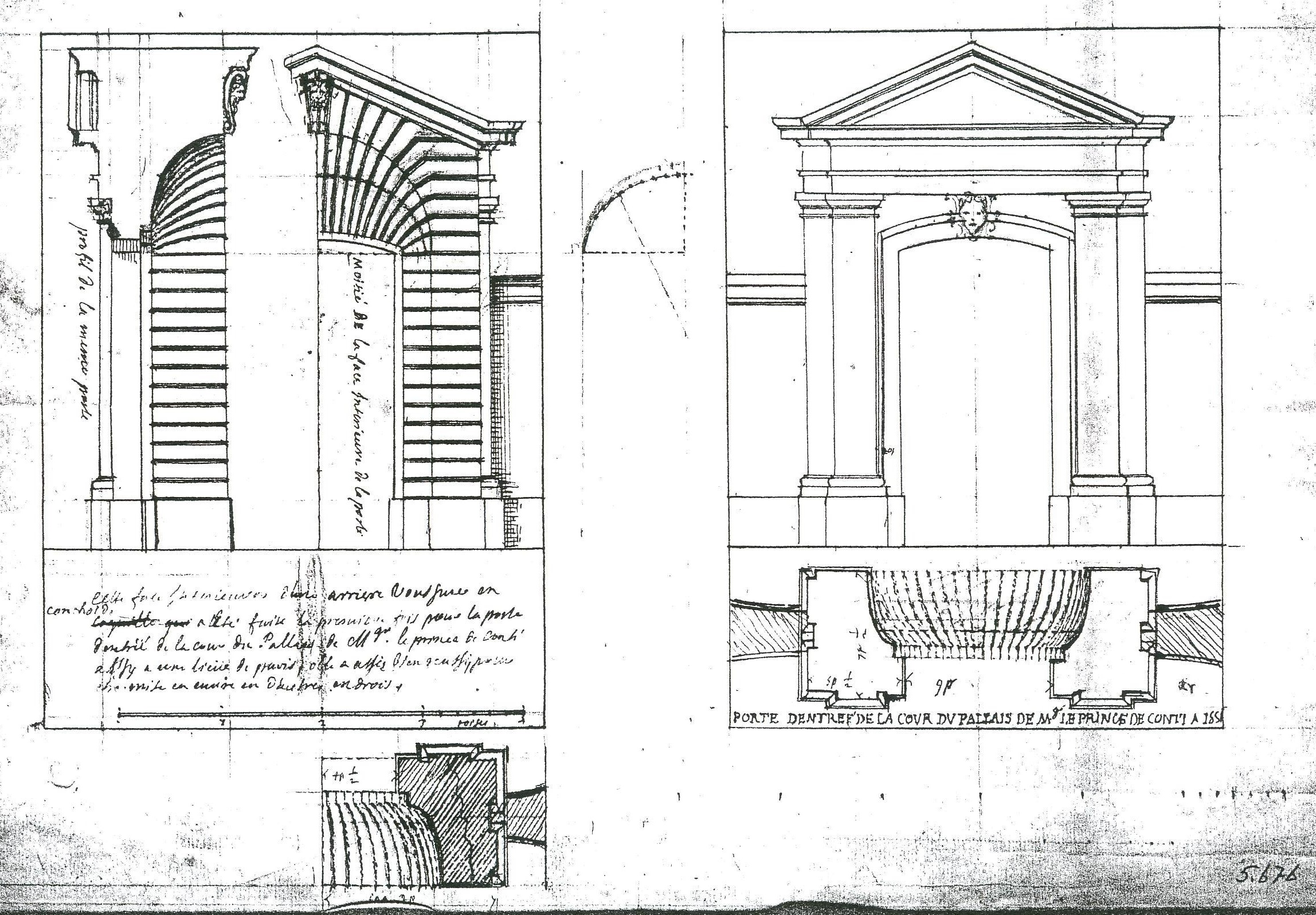
Coupes et élévations du portail d'entrée du château d'Issy, vers 1681.
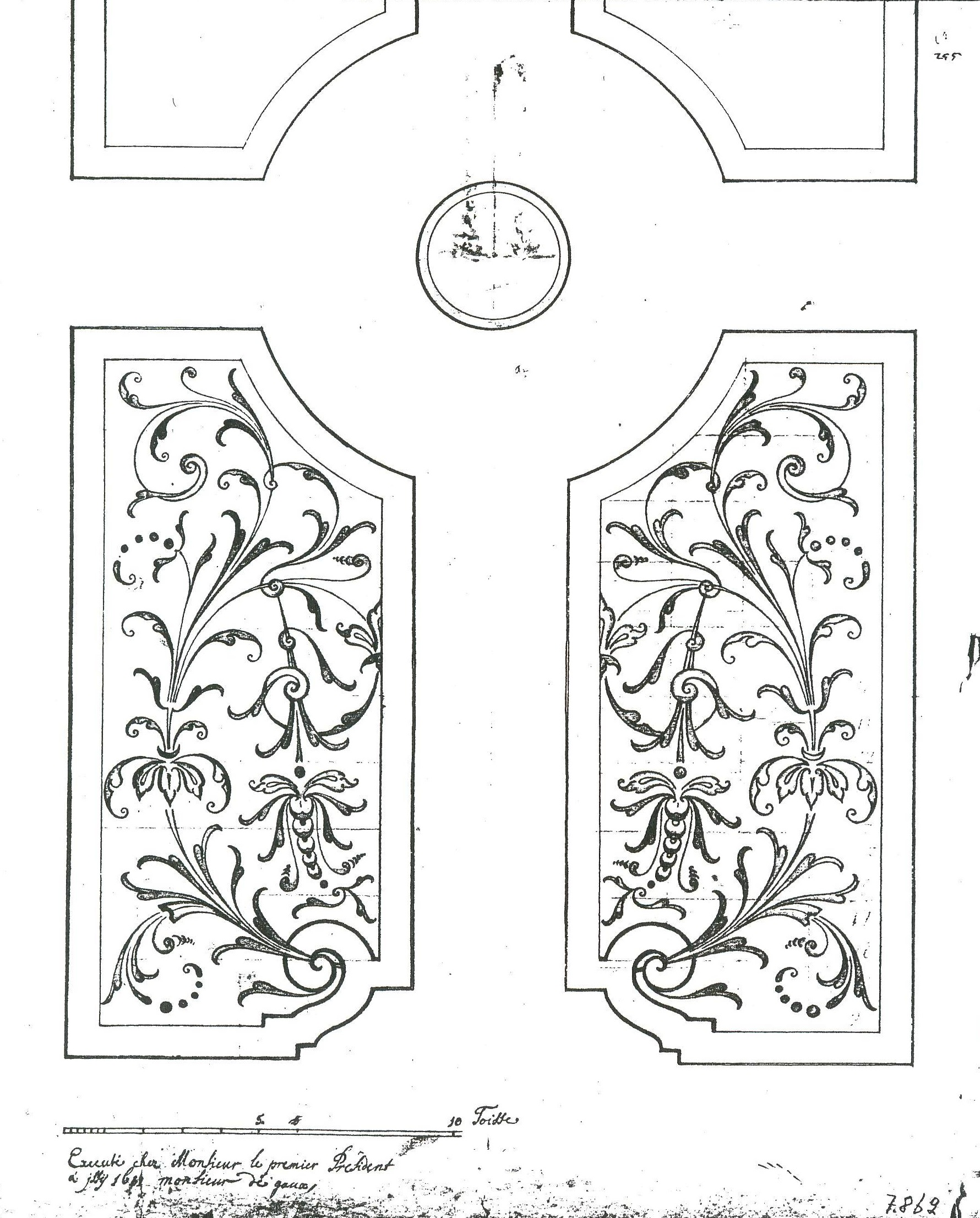
Plan du parterre du château d'Issy, par André Le Nôtre, vers 1685.
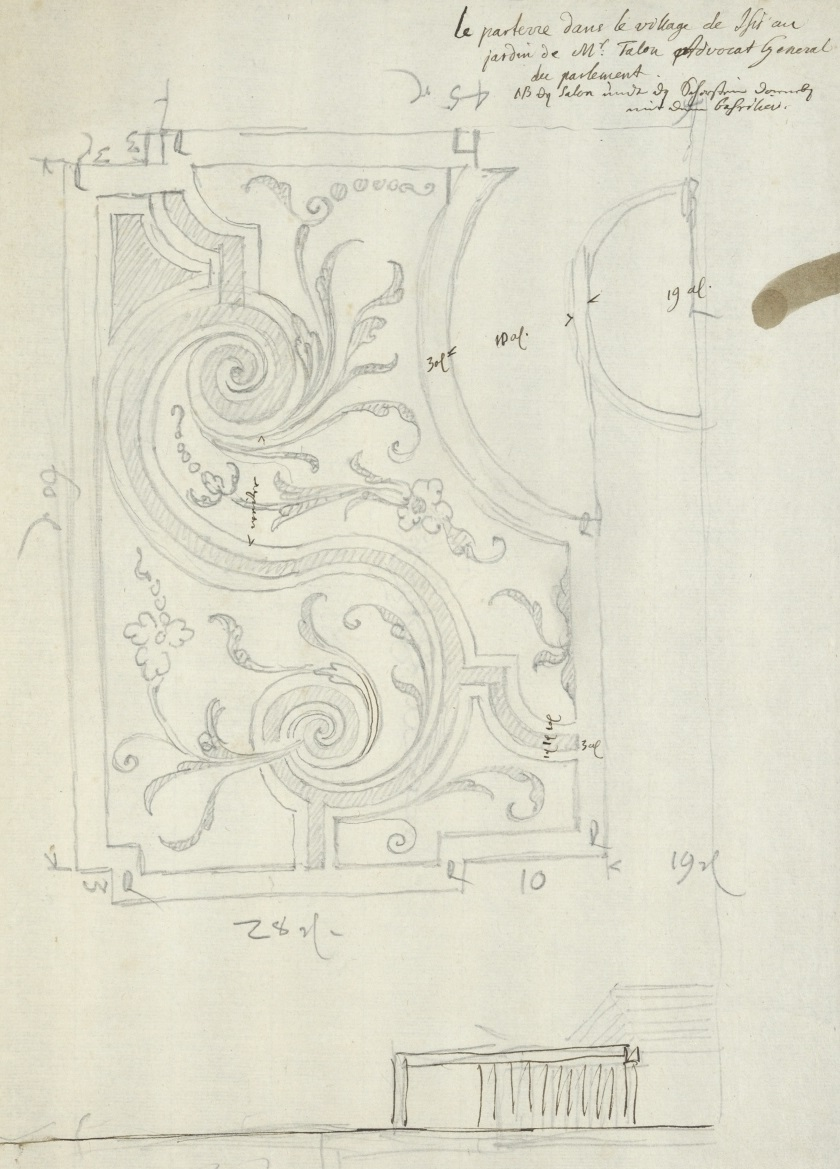
Parterre du château d'Issy, vers 1690. Stockholm, Nationalmuseum.

Vestiges des décors de la fin du XVIIe siècle photographiés vers 1880 (Paris, BnF)
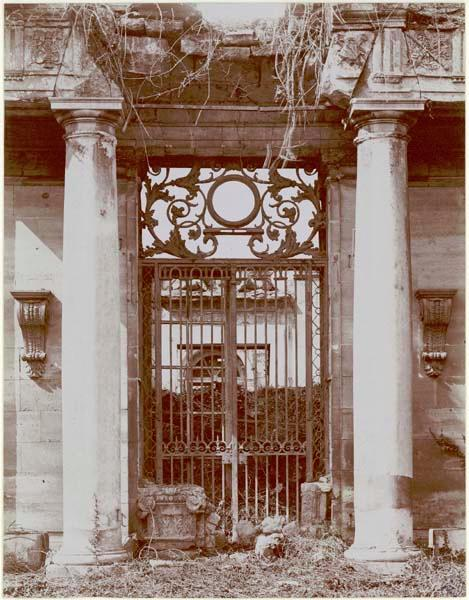
L'entrée du château, avec la grille de la fin du XVIIe siècle.
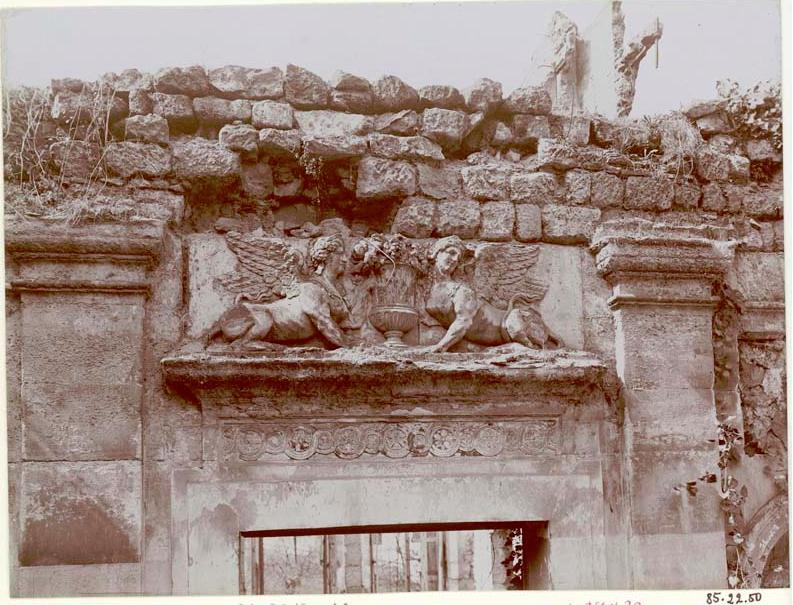
Détail sur les sculptures du vestibule, fin du XVIIe siècle.
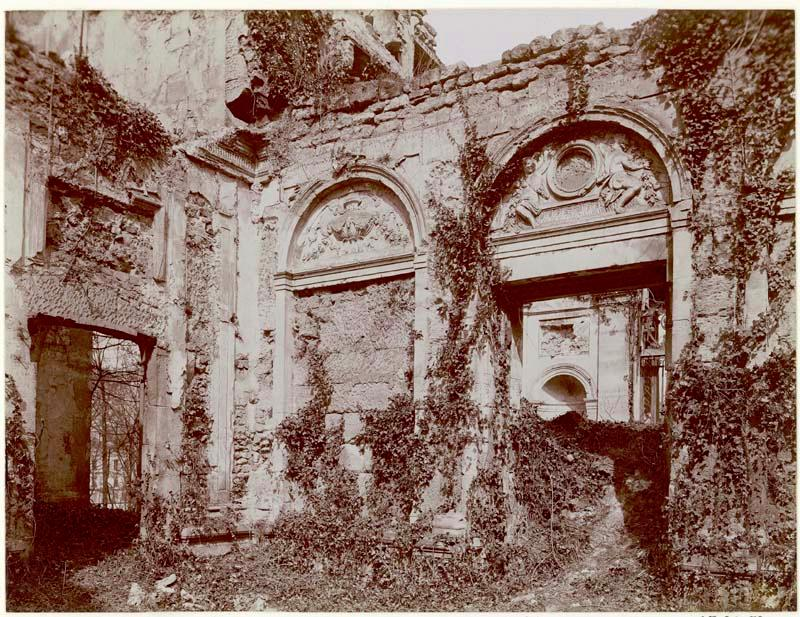
Vue du grand salon du château, sculptures de la fin du XVIIe siècle.
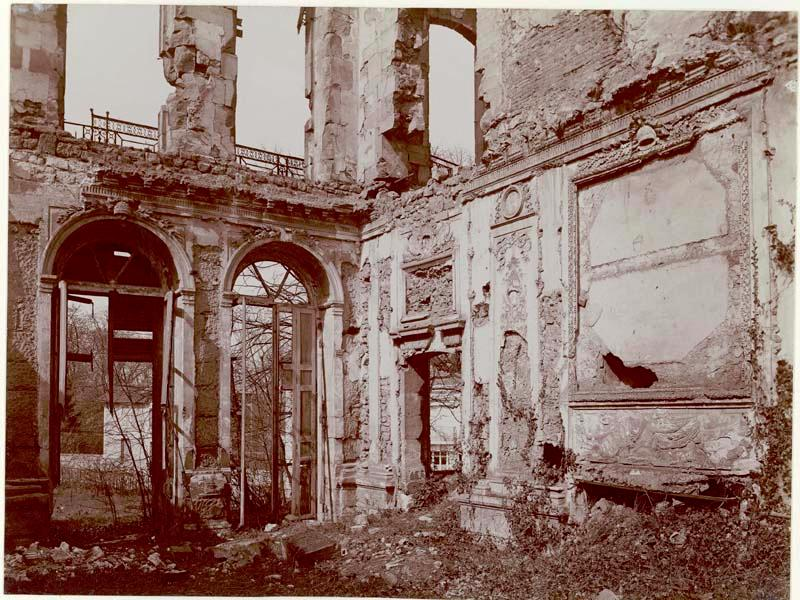
Vue du grand salon du château d'Issy, fin du XVIIe siècle.

### AuXVIIIesiècle

#### Les princes de Conti (1699-1776)

##### Le Grand Conti (1699-1709)

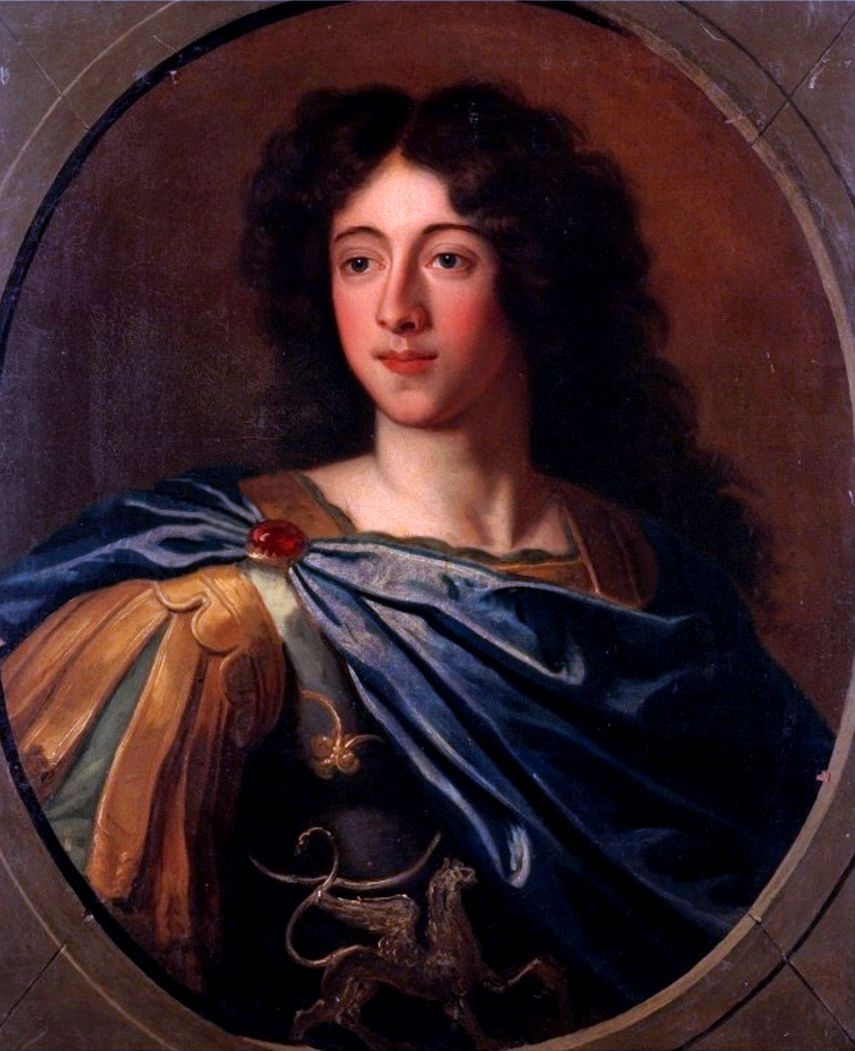
École française du XVIIe siècle, Portrait de François-Louis de Bourbon, prince de Conti (vers 1664-1699), château de Versailles.

Le 20 janvier 1699, François Louis de Bourbon, prince de Conti, dit « le Grand Conti », rachète le domaine pour la somme de 140 000 livres. Cet achat est principalement dicté par le fait que le cousin du prince, Monseigneur, fils de Louis XIV et héritier du trône, s'est installé au château royal de Meudon voisin depuis 1695. Le riche prince de sang entreprend de nombreuses modifications — que l'on suppose avoir été réalisées par Pierre Bullet — en agrandissant et en embellissant le château. Il dote en particulier le château d’une façade à péristyle composée de colonnes doriques, il fait construire l'entrée en hémicycle, ainsi que pour son fils Louis Armand II un bâtiment séparé appelé le petit château ou « pavillon des bains ».

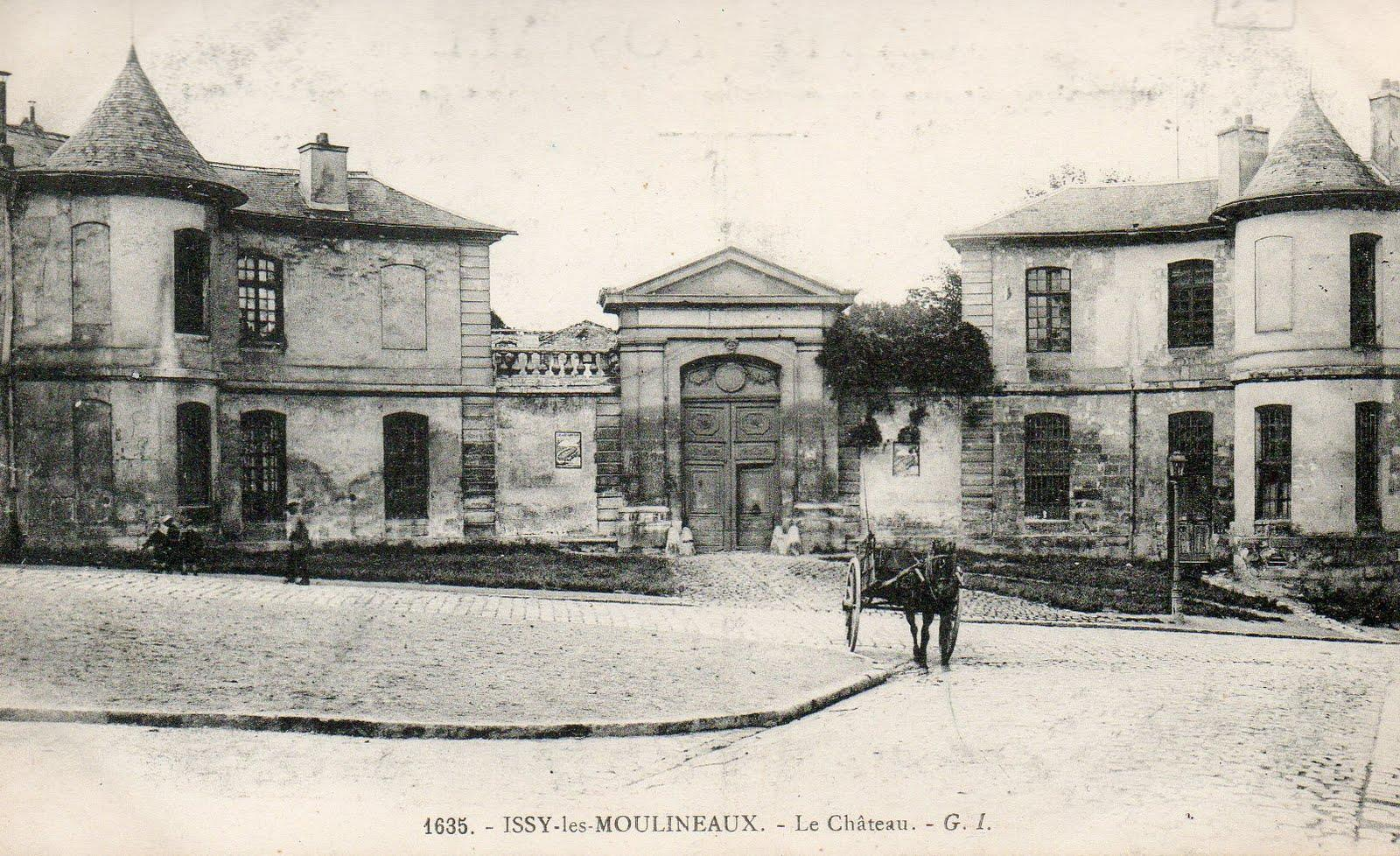
Vue de l'entrée du château d'Issy vers 1900.
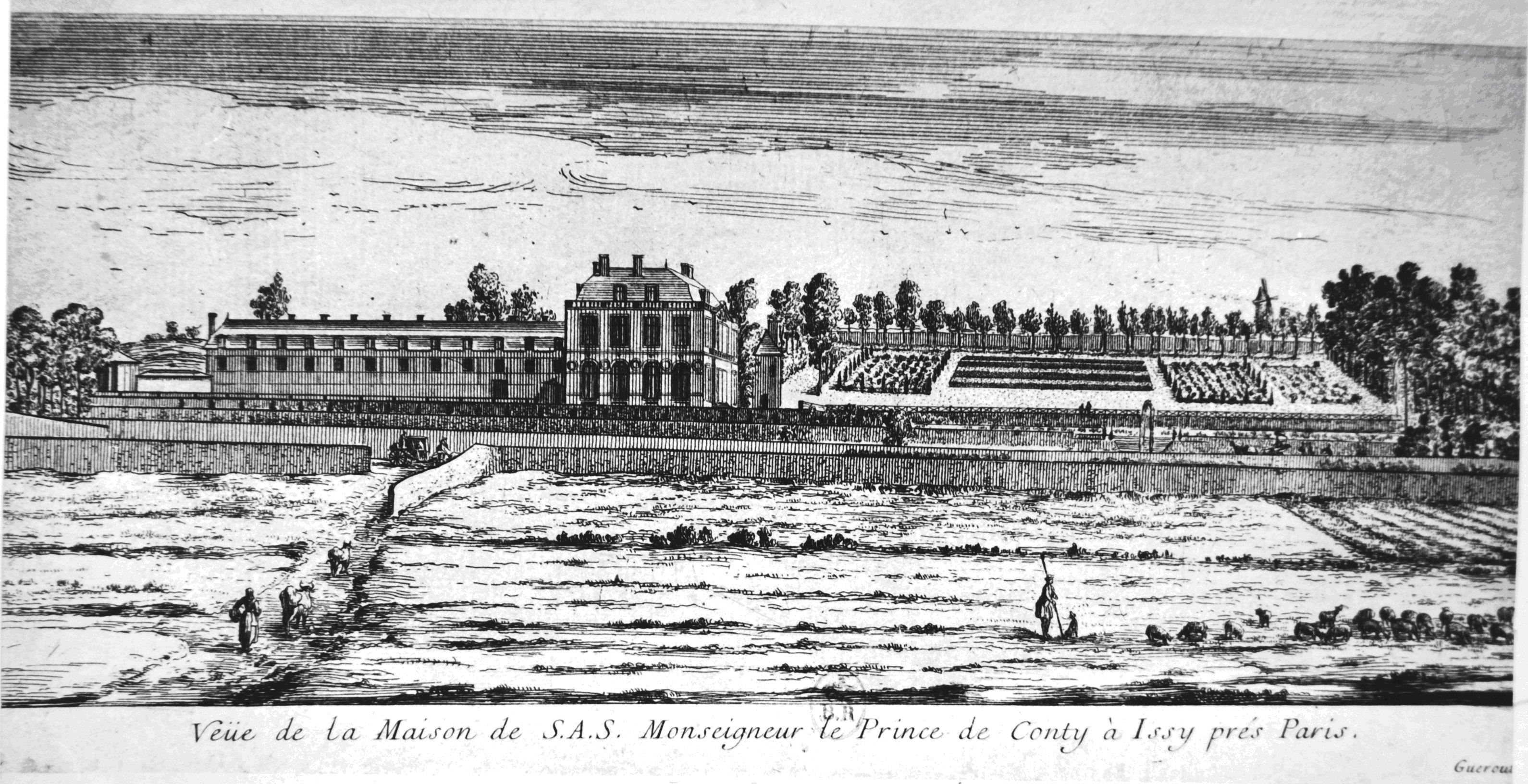
Vue du château d'Issy depuis la route de Paris à Meudon, gravure (vers 1710).
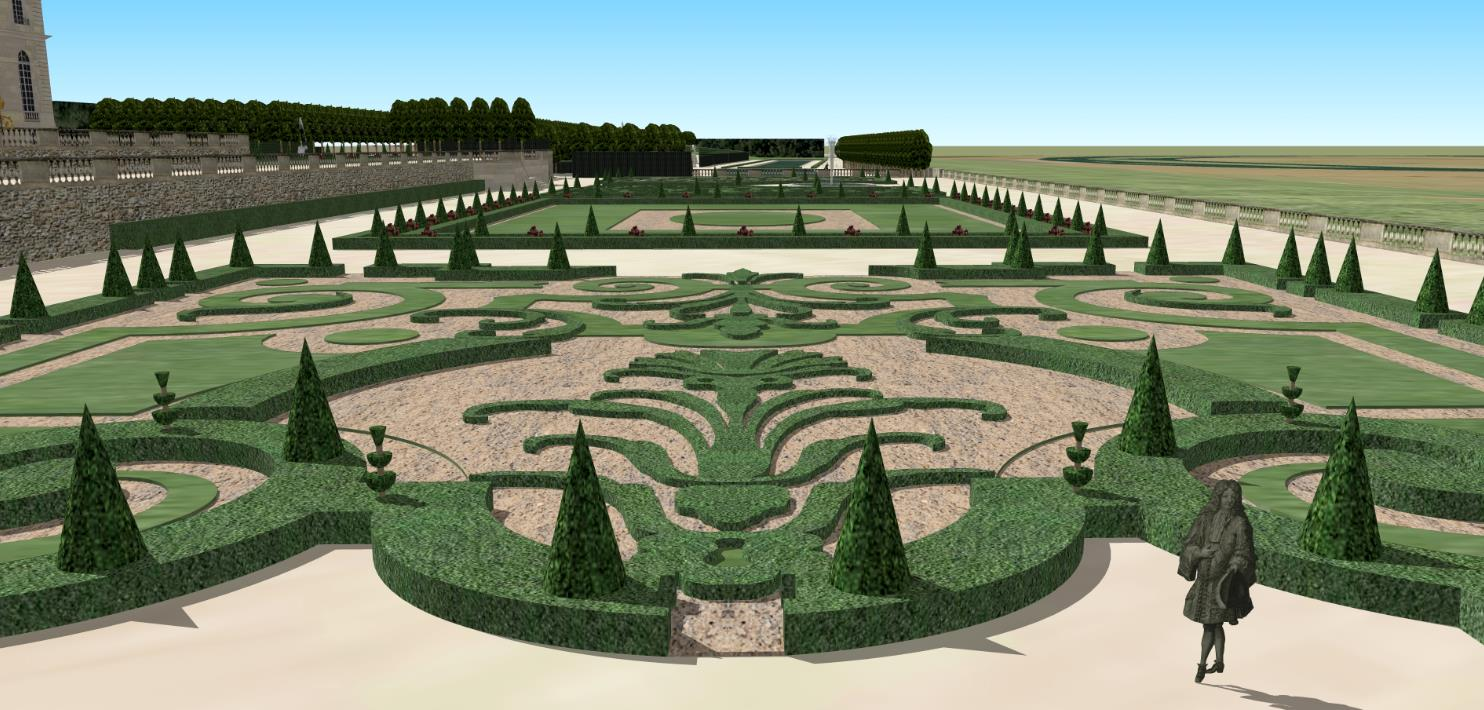
Vue d'artiste du parterre d'André Le Nôtre à Issy, près du pavillon des bains, état vers 1700 (de nos jours, carrefour de Mairie d'Issy).
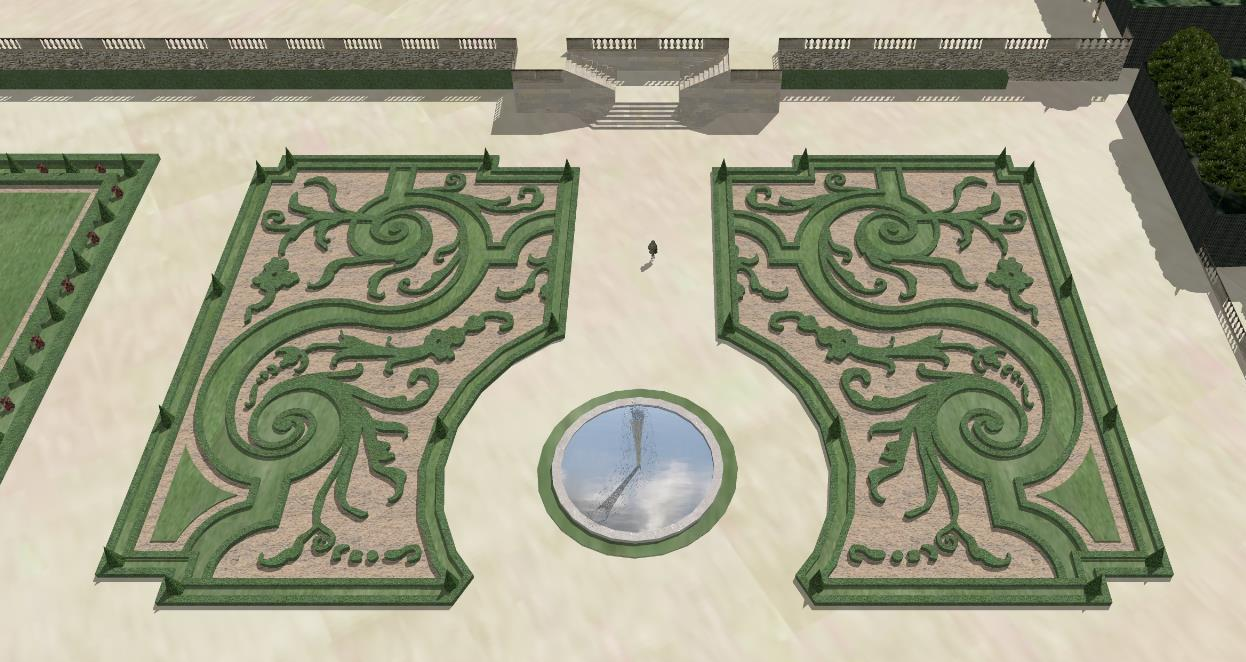
Vue d'artiste du parterre bas du château d'Issy, état vers 1700.
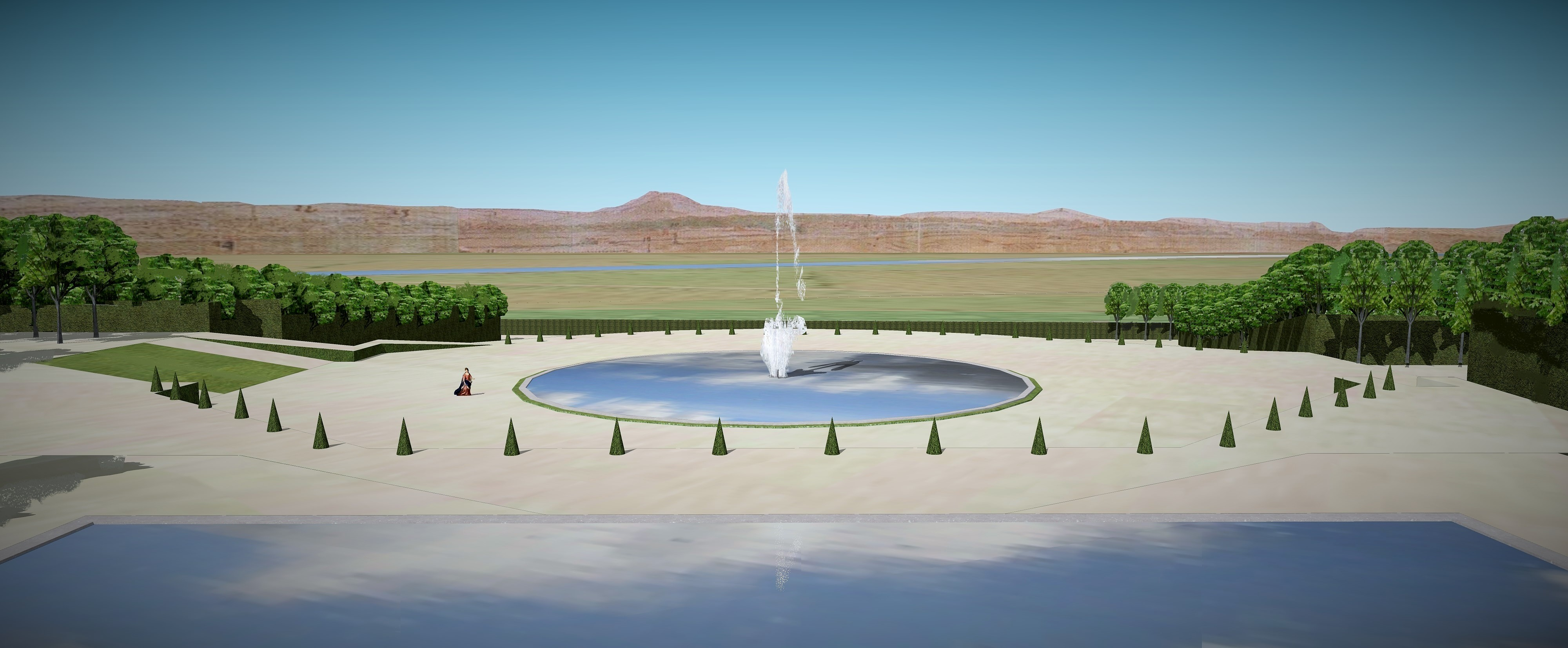
Vue du bassin du milieu du jardin à Issy, état vers 1700.
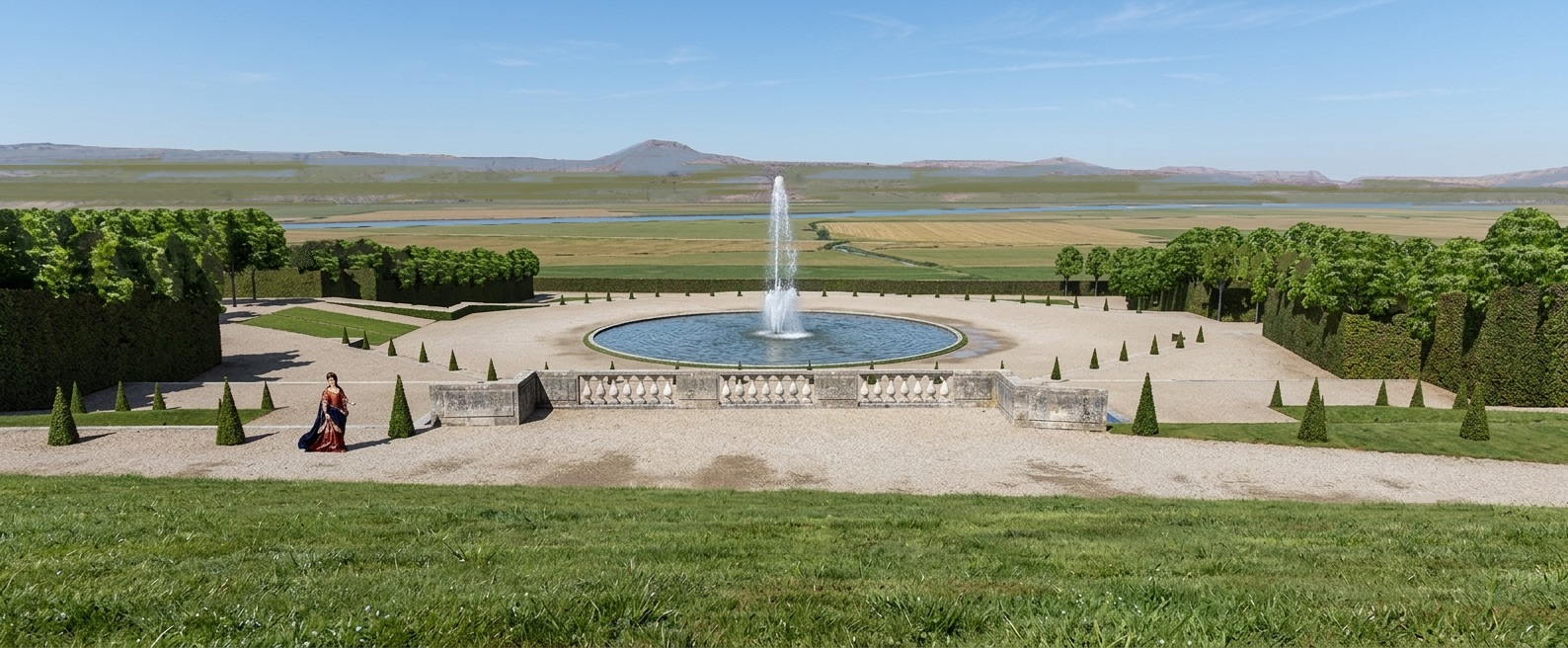
Vue d'artiste depuis l'allée haute des jardins d'Issy sur le bassin du milieu du jardin, et sur la Seine et le mont Valérien dans le fond, état vers 1700.
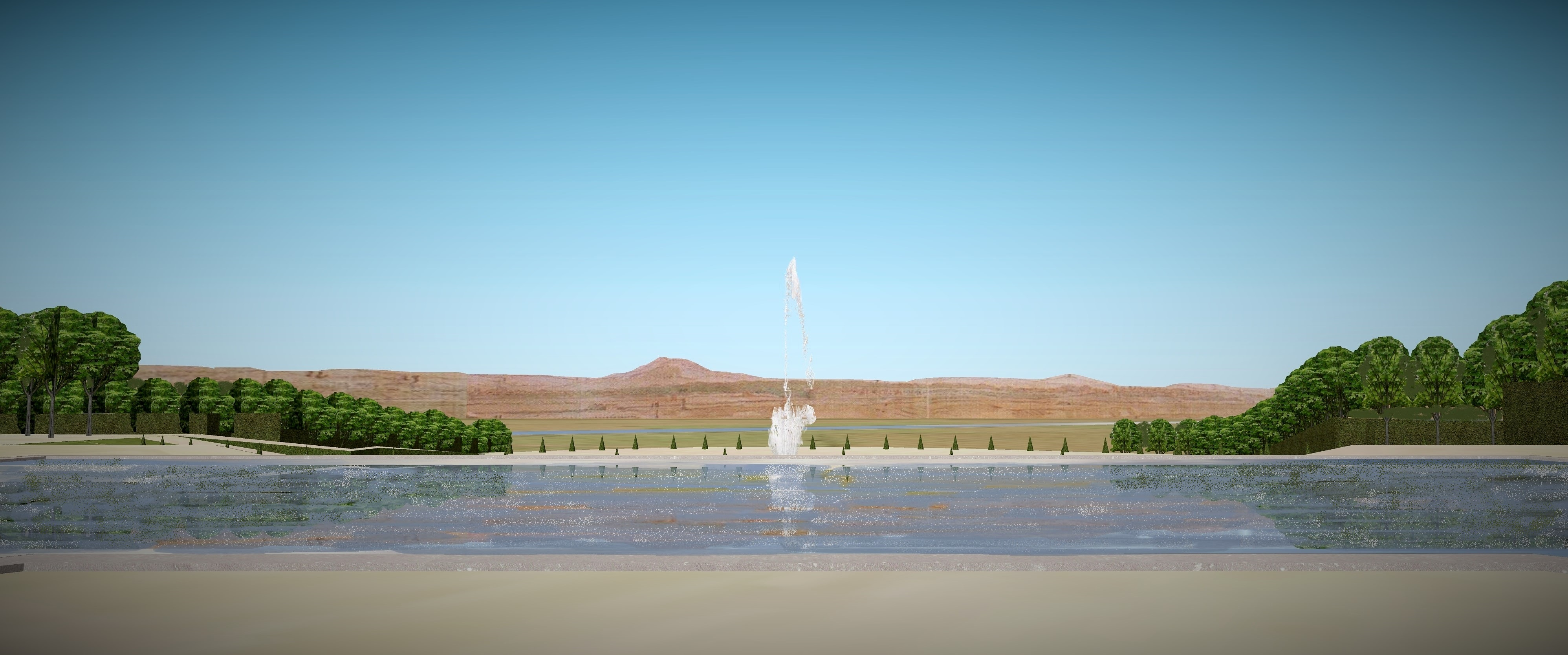
Vue d'artiste sur le jardin depuis la grotte d'Issy, état au XVIIe siècle[8].
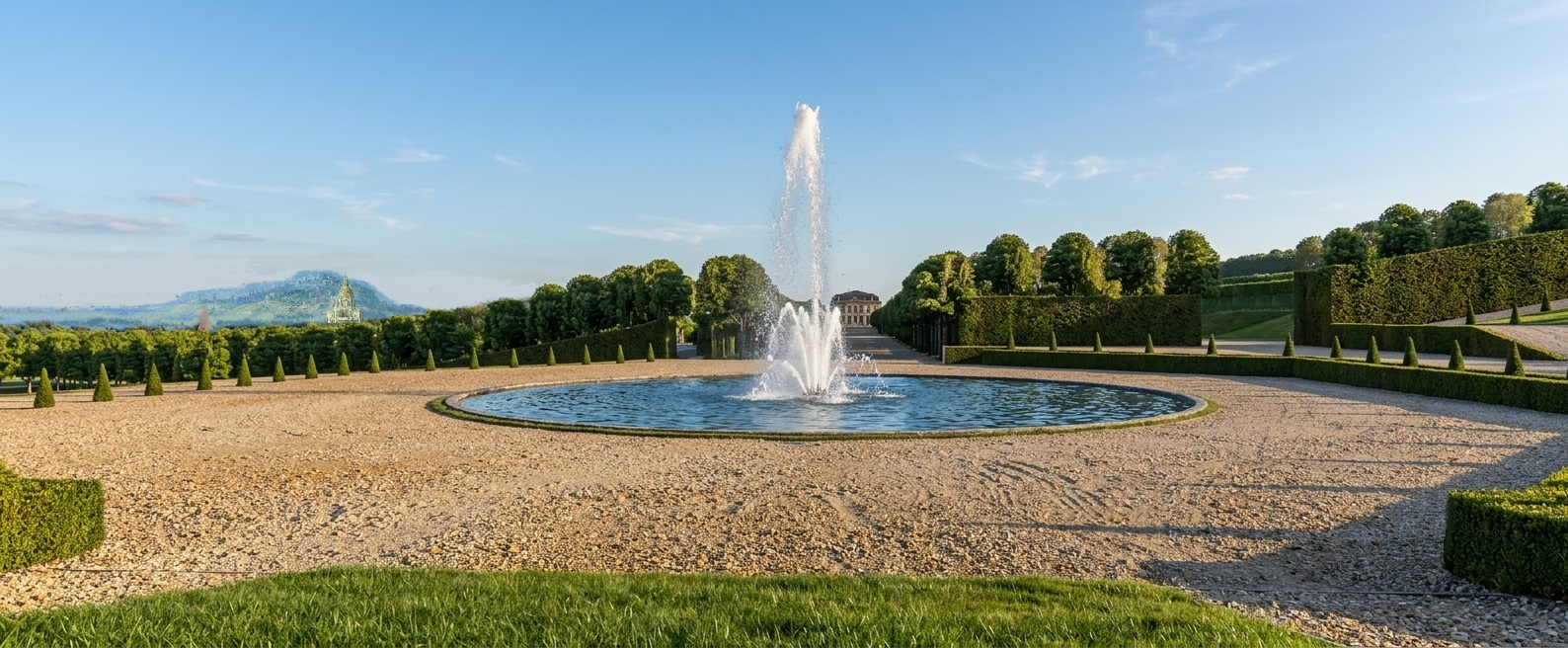
Vue d'artiste sur le bassin central des jardins d'Issy en regardant le château, état au début du XVIIIe siècle.

##### La princesse de Conti

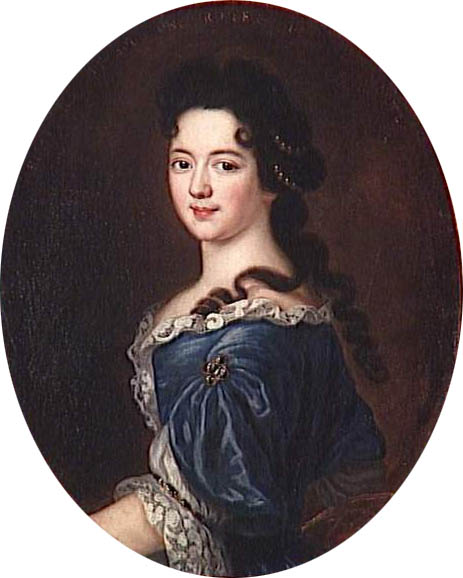
Attribué à Pierre Mignard, Portrait de Marie Thérèse de Bourbon, princesse de Conti (1691), musée national de Port-Royal des Champs.

À la mort du prince en 1709, l'ensemble du domaine est complètement remanié. C’est dans ce domaine qu’en 1716 sa veuve, Marie-Thérèse, donne une très brillante fête en l’honneur de la duchesse de Berry.
Le château est alors décrit par Dézallier d'Argenville, dans son Voyage pittoresque des environs de Paris, publié en 1749 :

« ISSY. Le château de Madame la Princesse, Douairière de Conty, est une des belles maisons des environs de Paris. Sa façade présente du côté de la cour un péristile de colonnes Doriques, surmontées d'un Attique & d'un fronton. Celle du jardin est semblable, à l'exception de l'Ordre qui est toscan. Cette Architecture est de Bullet.
On remarque au rez-de-chaussée un bas-relief de marbre, représentant les Chevaliers Danois, qui surprennent Renaud dans les jardins d'Armide. Le salon pavé de marbre blanc est décoré de pilastres aussi de marbre, entre lesquels on a sculpté des trophées très-délicatement travaillés.
En face du Château, est un grand parterre de broderie, surmonté d'un autre placé sur une terrasse, é d'un amphithéâtre de gazon. Le grand parterre est suivi d'une longue allée couverte, qui se termine à un beau bassin, au-delà duquel est la grande allée qui donne sur la campagne. On monte ensuite au réservoir & aux potagers par une rampe que termine un tapis verd en glacis, qui descend jusqu'à l'allée d'en bas.
Ce jardin, dont l'étendue est de 96 arpens, & qui est planté sur la croupe d'un côteau, fait admirer le beau génie de le Nostre. Un de ses principaux agrémens, est qu'on n'y voit point de murs ; on diroit qu'il s'unit à la campagne. La Princesse, en se promenant, découvre tout le pays, & peut dire avec Benserade :
… Si tout n'est à moi, tout est à mes regards.
La droite de la grande allée dont j'ai parlé, est occupée par une croix de Saint André, embellie de cabinets & de fontaines qui mènent à l'allée de Meudon, d'où l'on découvre une campagne qui s'étend jusqu'à la rivière de Seine.
On trouve, en se rapprochant du château, le petit et le grand Canal accompagnés de bosquets, dont un se nomme le bosquet & le bassin des cannes. Il y a plus loin un boulingrin, & deux jolis parterres de broderie avec des fontaines.
Il ne reste plus à voir que le pavillon des bains, placé sur la droite de la cour. La gauche est occupée par le logement des Officiers, & par l'Orangerie, dont le parterre fait face à un des côtés du Château. »

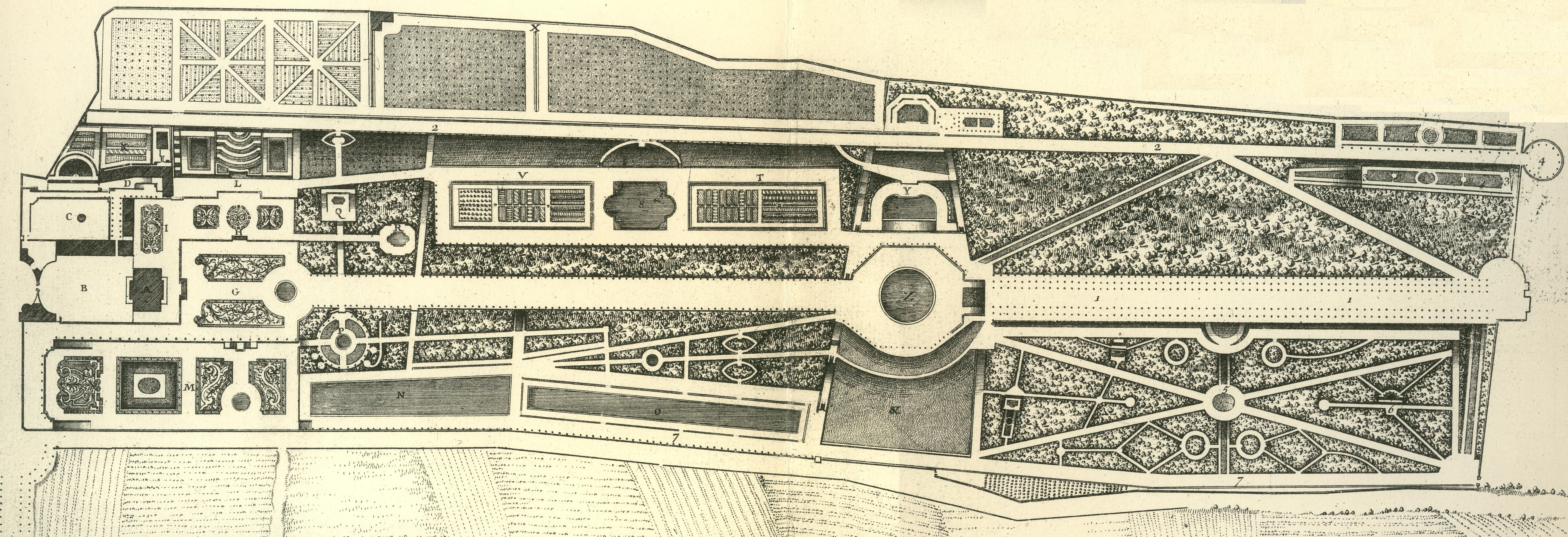
Plan des jardins du château d'Issy par Mariette, vers 1725. Le domaine est alors à son apogée.
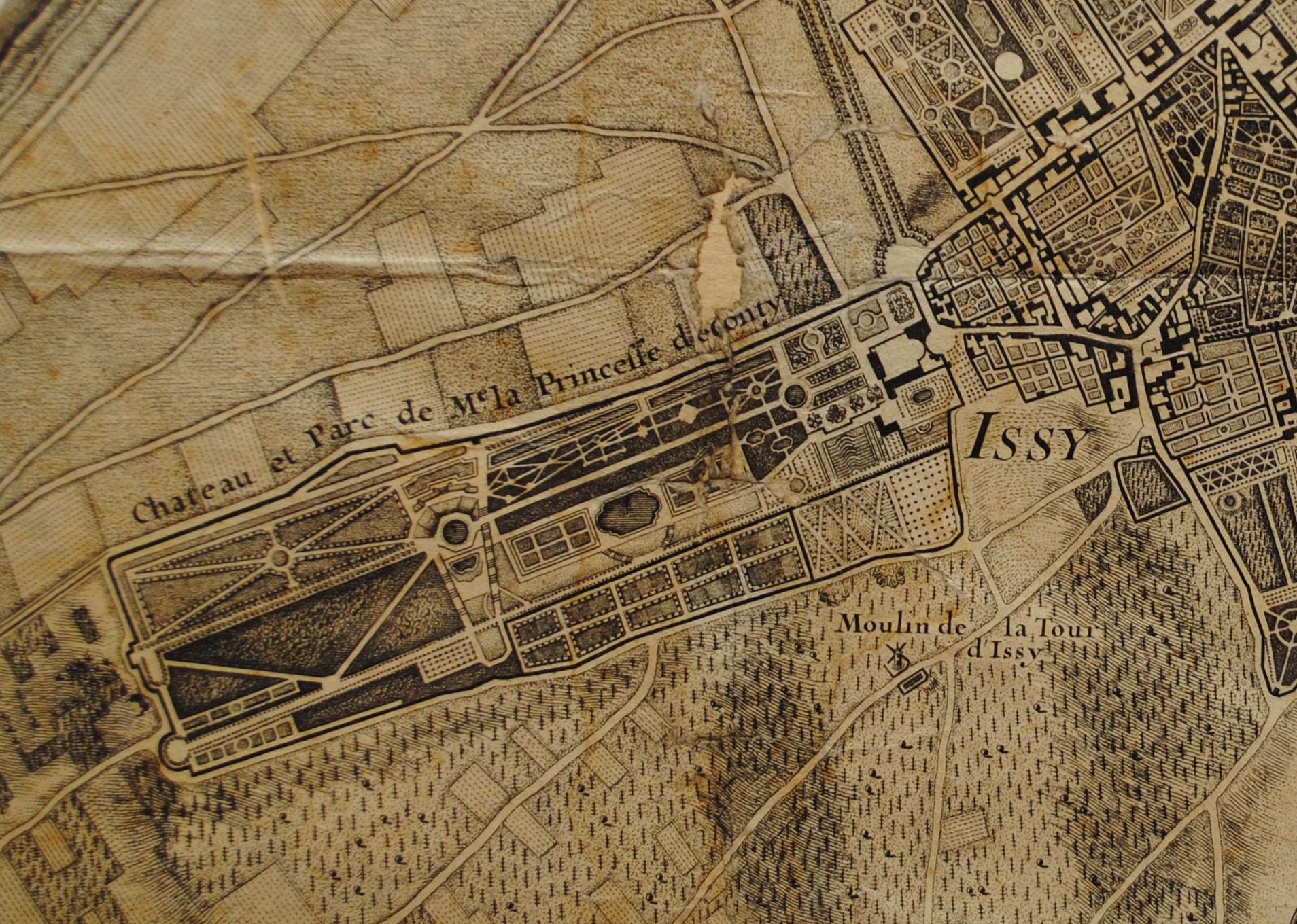
Plan des jardins du château d'Issy, vers 1740.
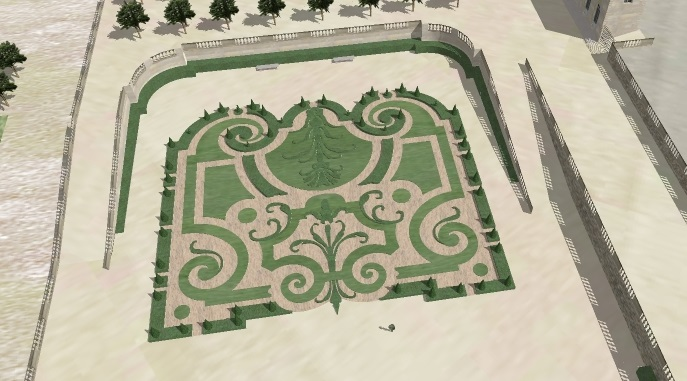
Vue d'artiste en 3D d'un des parterres dessinés par André Le Nôtre pour Issy vers 1685-1690.
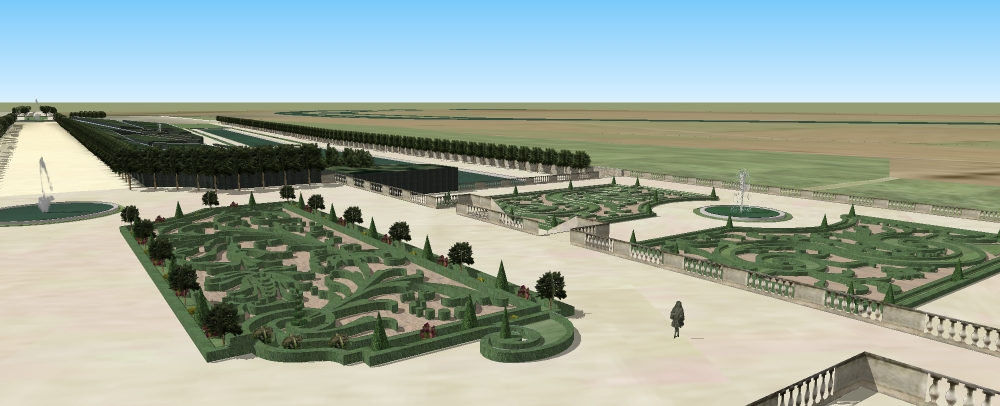
Vue d'artiste en 3D des jardins et la Seine vus depuis le premier étage du château d'Issy.
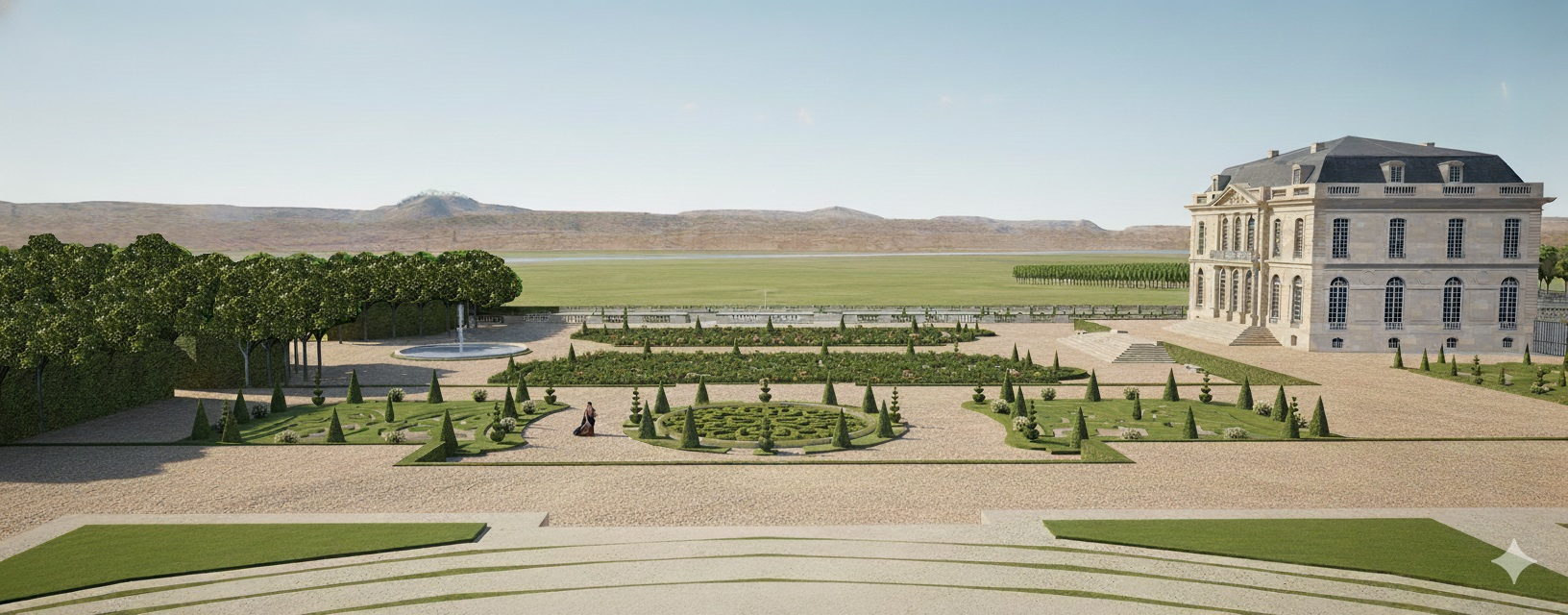
Vue restituée du jardin du château d'Issy depuis le petit belvédère, état à la fin du XVIIe siècle.
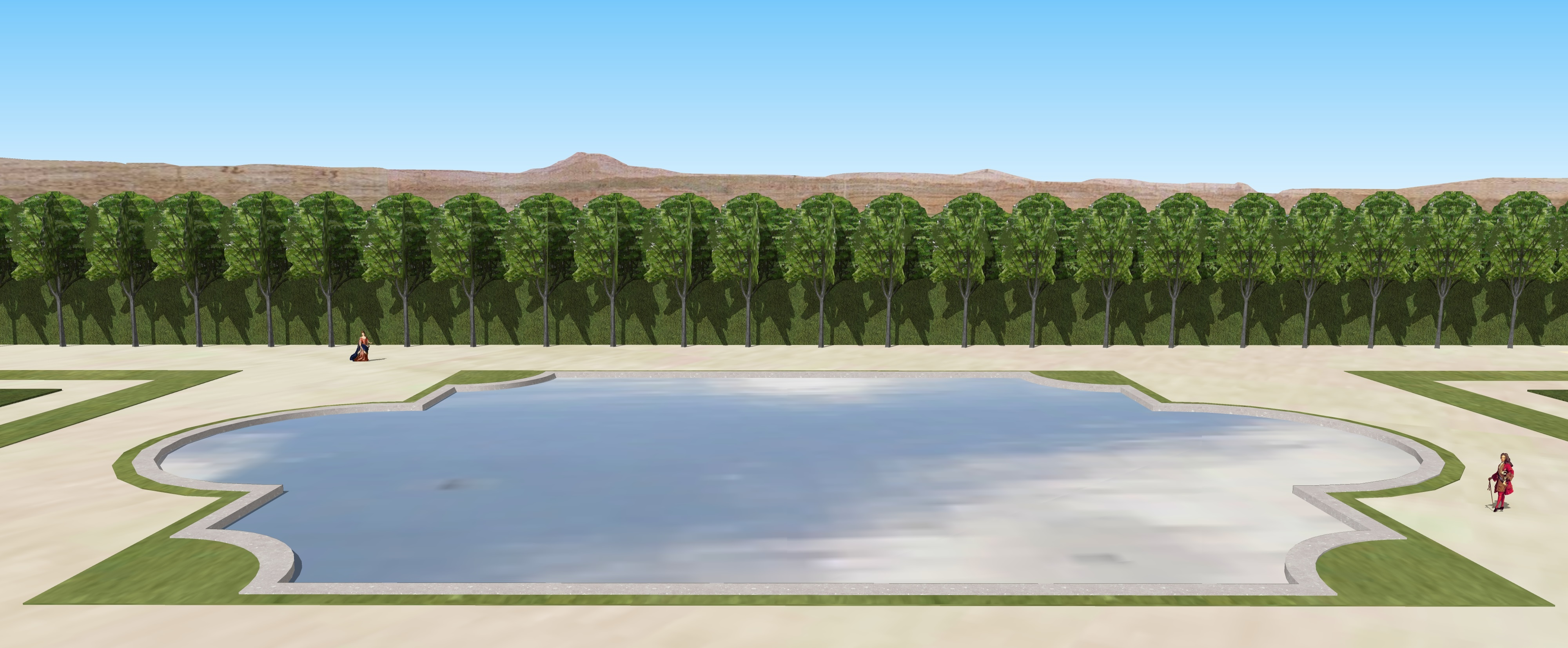
Vue restituée sur le bassin du potager du château d'Issy, état à la fin du XVIIe siècle.
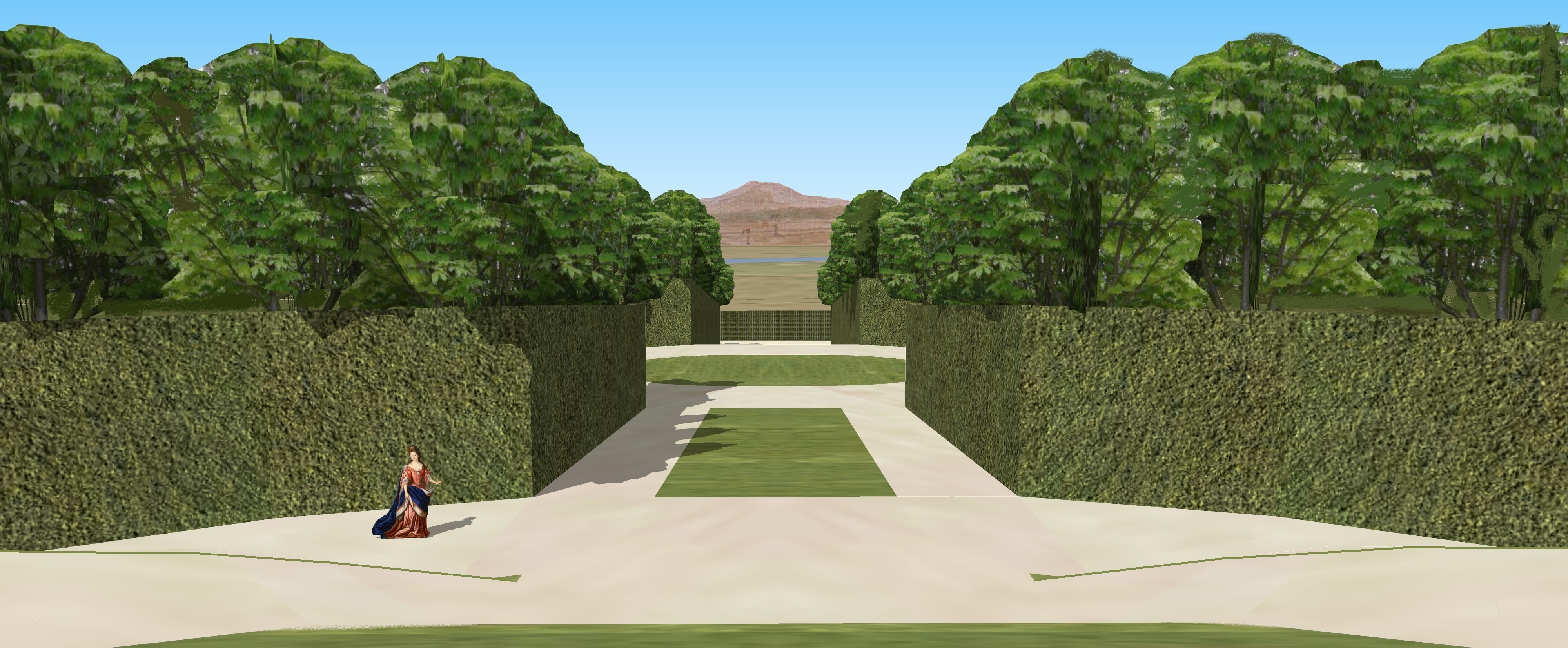
Château d'Issy, restitution de la vue depuis l'allée axée sur le Mont Valérien, état au début XVIIIe siècle.

##### Louis François de Bourbon-Conti
En 1736, Louis François de Bourbon-Conti, petit-fils du Grand Conti, perd sa femme au château : Louise Diane d'Orléans, fille de l'ancien régent Philippe d'Orléans, y meurt à l'âge de vingt ans en donnant naissance à un enfant mort-né. Après sa mort, son mari se rend rarement à la propriété d'Issy.
Le château reste dans la famille des Bourbon-Conti jusqu’en 1776, date à laquelle le dernier descendant Louis François Joseph de Bourbon-Conti décide de vendre tous les biens qu’il possède à Issy.

#### Adrien Jules Gaultier Designy (1776-1782)
Le château devient alors la propriété d’Adrien Jules Gaultier Designy, président de la 2e chambre des requêtes du Palais. Ce dernier n’en profite que peu de temps, et cède en 1782 la propriété à la princesse de Chimay.

#### La princesse de Chimay (1782-1793)
Durant la Révolution française, la princesse de Chimay est arrêtée le 3 brumaire An II (24 octobre 1793) par les sans-culottes parisiens, et guillotinée le 8 thermidor, la veille de la chute de Robespierre. Le château est confisqué comme bien national. C'est le début de la déchéance de l’ancien domaine des Conti, qui se poursuivra durant tout le XIXe siècle.

### DuXIXeauXXesiècle: morcellement et destruction

#### La famille du comte de l'Espine
La période révolutionnaire passée, l’ensemble est acquis en mars 1809 par la famille du comte de l’Espine. Cette période voit l'ajout d'un pigeonnier, d'une orangerie, et d'un pavillon de l'hémicycle symétrique au « pavillon des bains » du XVIIe siècle.

#### Le Grand établissement d'hydrothérapie
En 1852, le docteur Léopold Wertheim, introducteur de l'hydrothérapie en France, fonde au château d'Issy un établissement de soins.

#### Le Comptoir central du Crédit
En 1857, le domaine est racheté par le Comptoir central de Crédit, qui lance une opération de lotissement sur le parc en 1866. Pendant la guerre de 1870, ce qui reste du domaine est occupé par les troupes françaises défendant Paris contre les Prussiens. Le lieutenant-colonel commandant le régiment, le futur général Boulanger, s’installe dans le château.
Le 4 mai 1871, les canonniers de la commune de Paris y mettent le feu. Le château est laissé aux flammes, et rien ne sera sauvé de l’incendie.
Le château ruiné reste à l'abandon pendant plus de 40 ans, avant d'être en grande partie démoli en 1910. Le Petit Château, dit le pavillon des bains, est démoli en mai 1939. On y construit un immeuble en lieu et place.

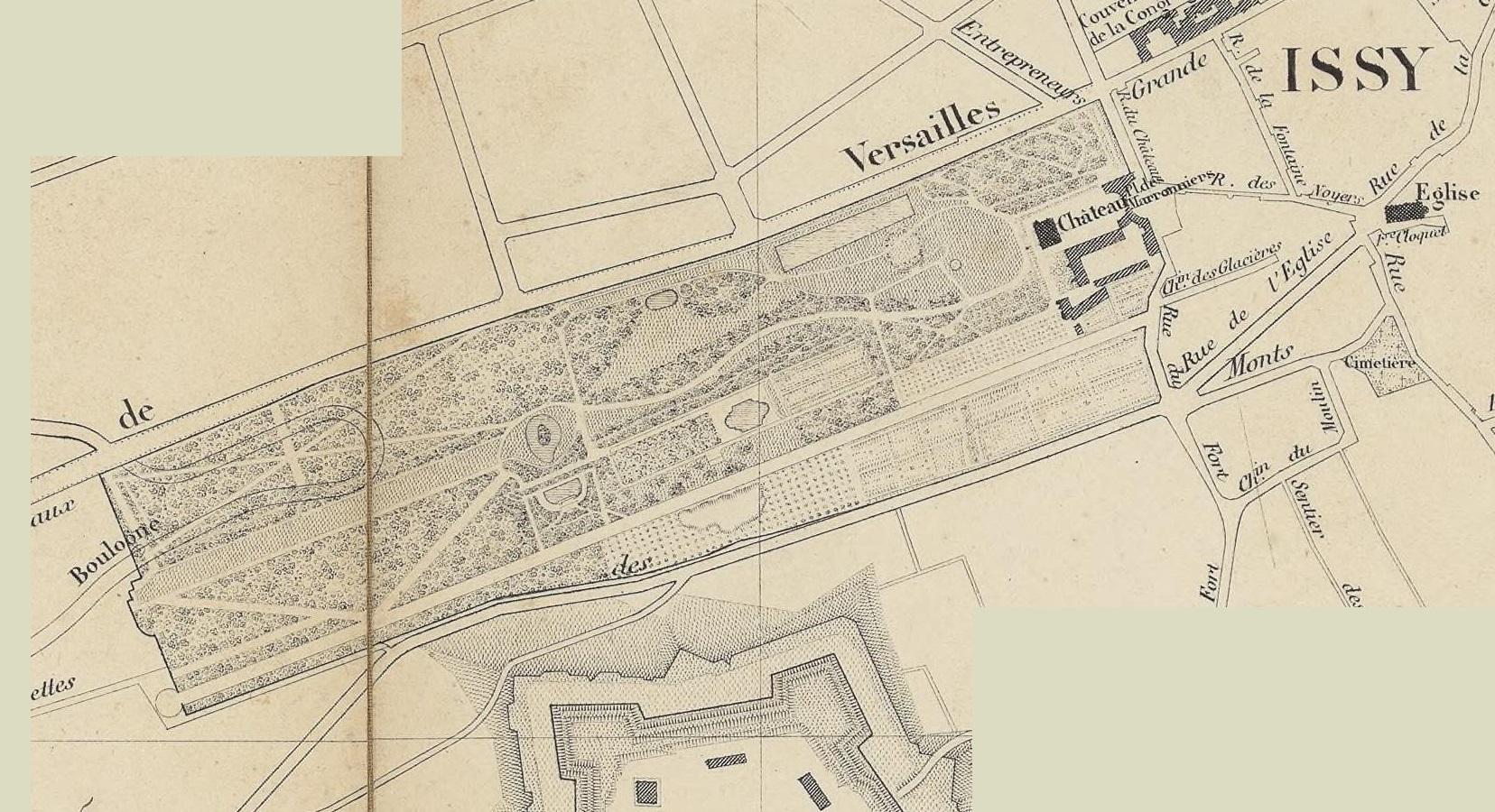
Plan des jardins du château d'Issy vers 1860, Paris, BnF. Leur emprise est intacte.
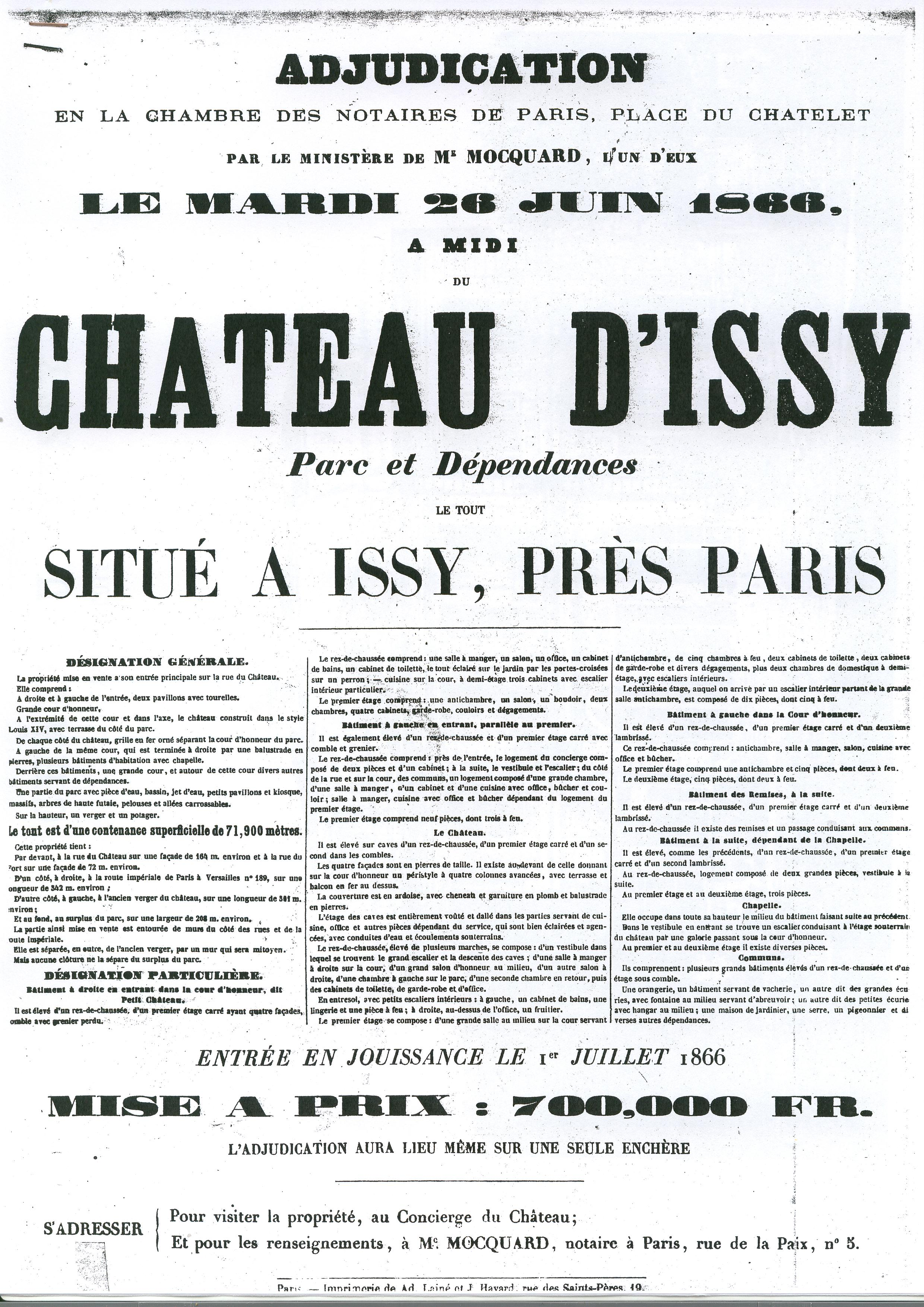
Affiche d'adjudication du château d'Issy, 1866.
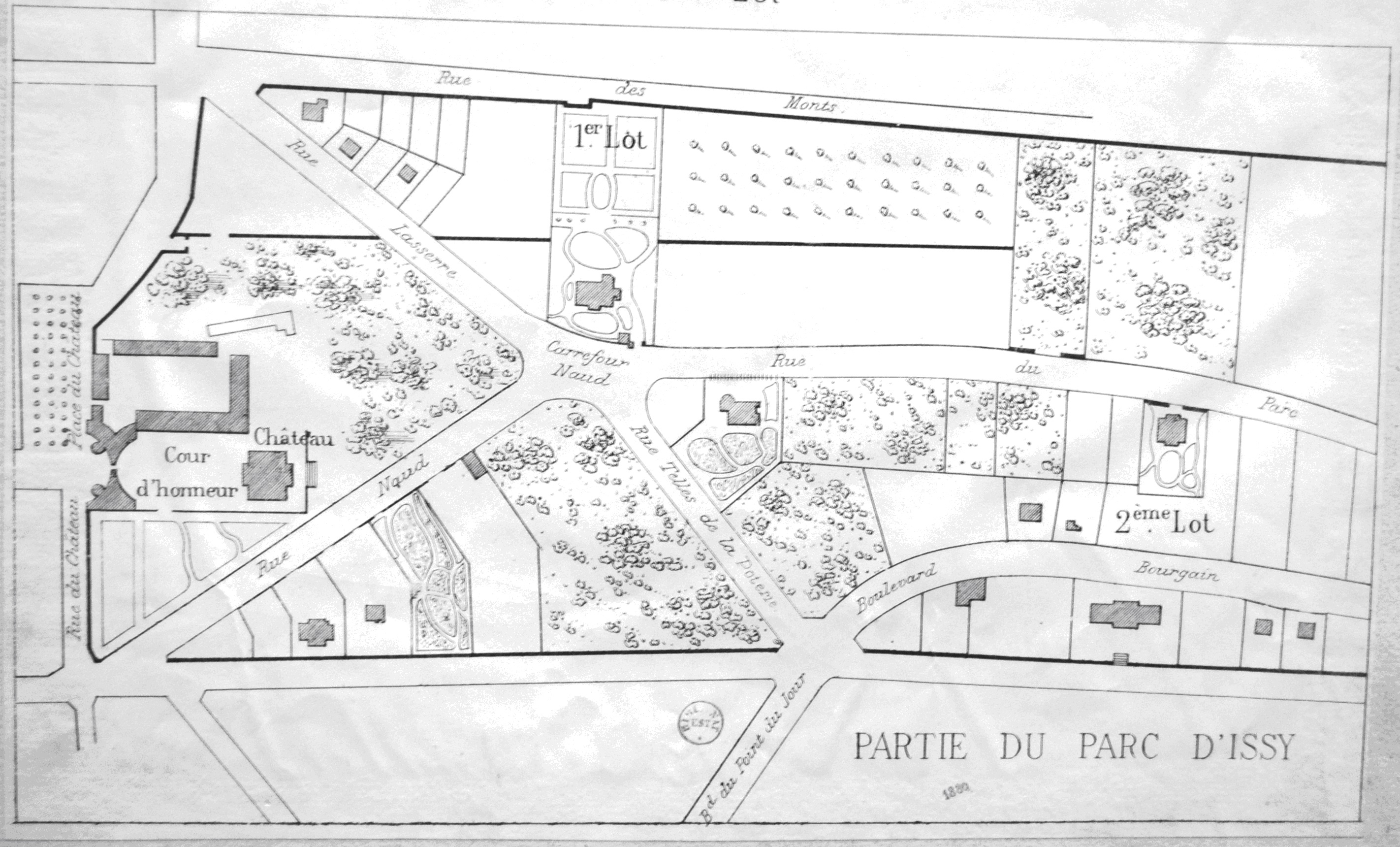
Plan de l'ancien jardin du château d'Issy, une fois le lotissement intervenu. Vers 1868.
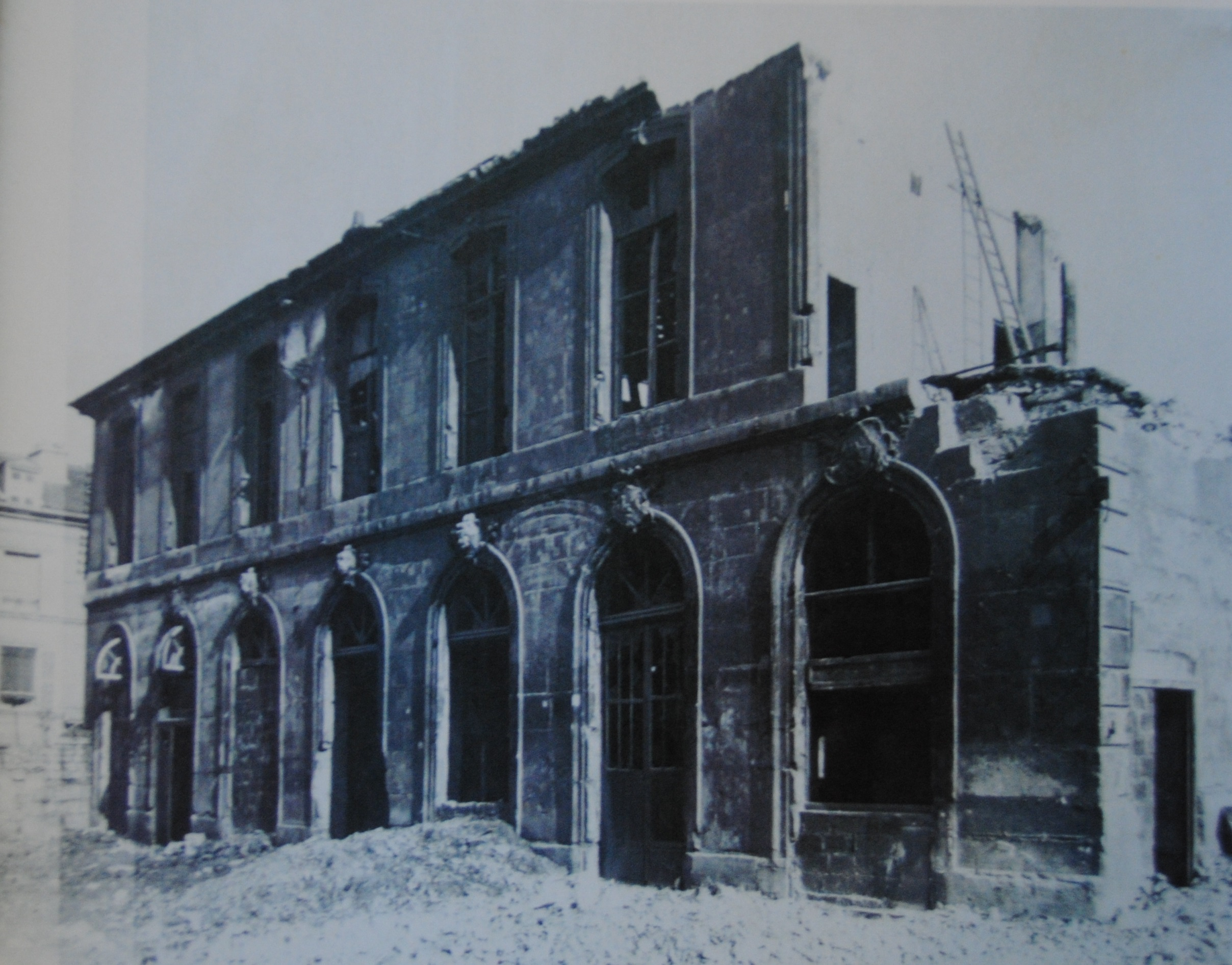
Destruction du Petit Château (Pavillon des Bains), mai 1939.

#### Le rachat des ruines par Auguste Rodin pour Meudon
C’est alors que le sculpteur Auguste Rodin (1840-1917) rachète certains fragments architecturaux de la façade du château — le fronton de la façade de jardin, ainsi que les colonnes de l'avant-corps sur cour —, qu’il fait remonter en 1907 et 1908 dans sa villa des Brillants à Meudon. À ciel ouvert du vivant du sculpteur, l'avant-corps du bâtiment s'appuie aujourd'hui sur un musée élevé de 1929 à 1931 par l'architecte Henry Favier, grâce à la donation de l'Américain Jules Mastbaum, qui dota sa ville natale Philadelphie d'un musée Rodin, dont la façade reproduit celle du château d'Issy.

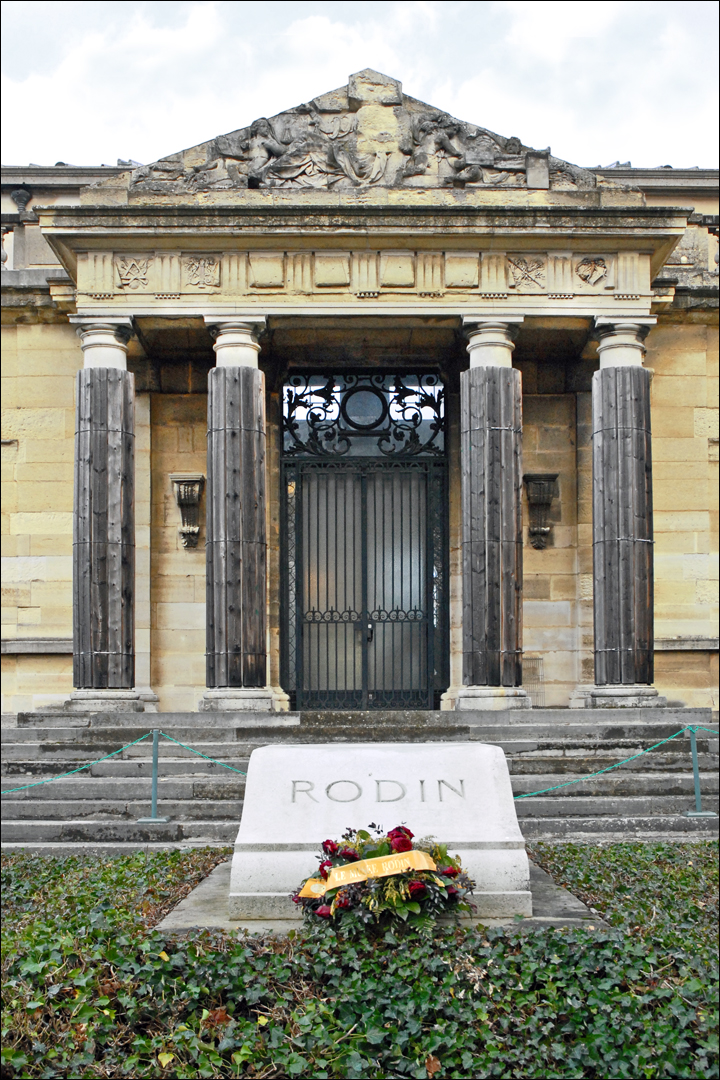
Façade provenant du château d'Issy, musée Rodin de Meudon.
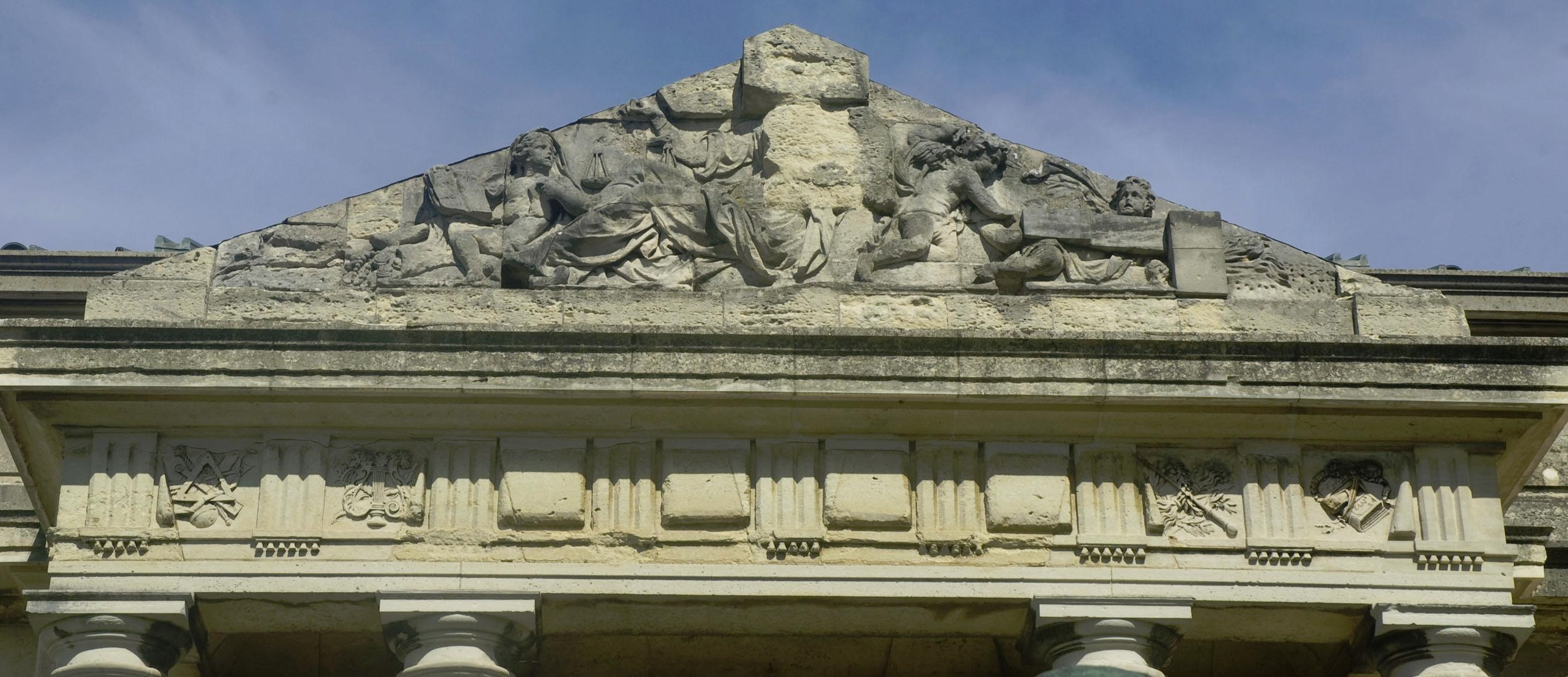
Détail de la corniche et du fronton du château d'Issy, remontés au musée Rodin de Meudon.
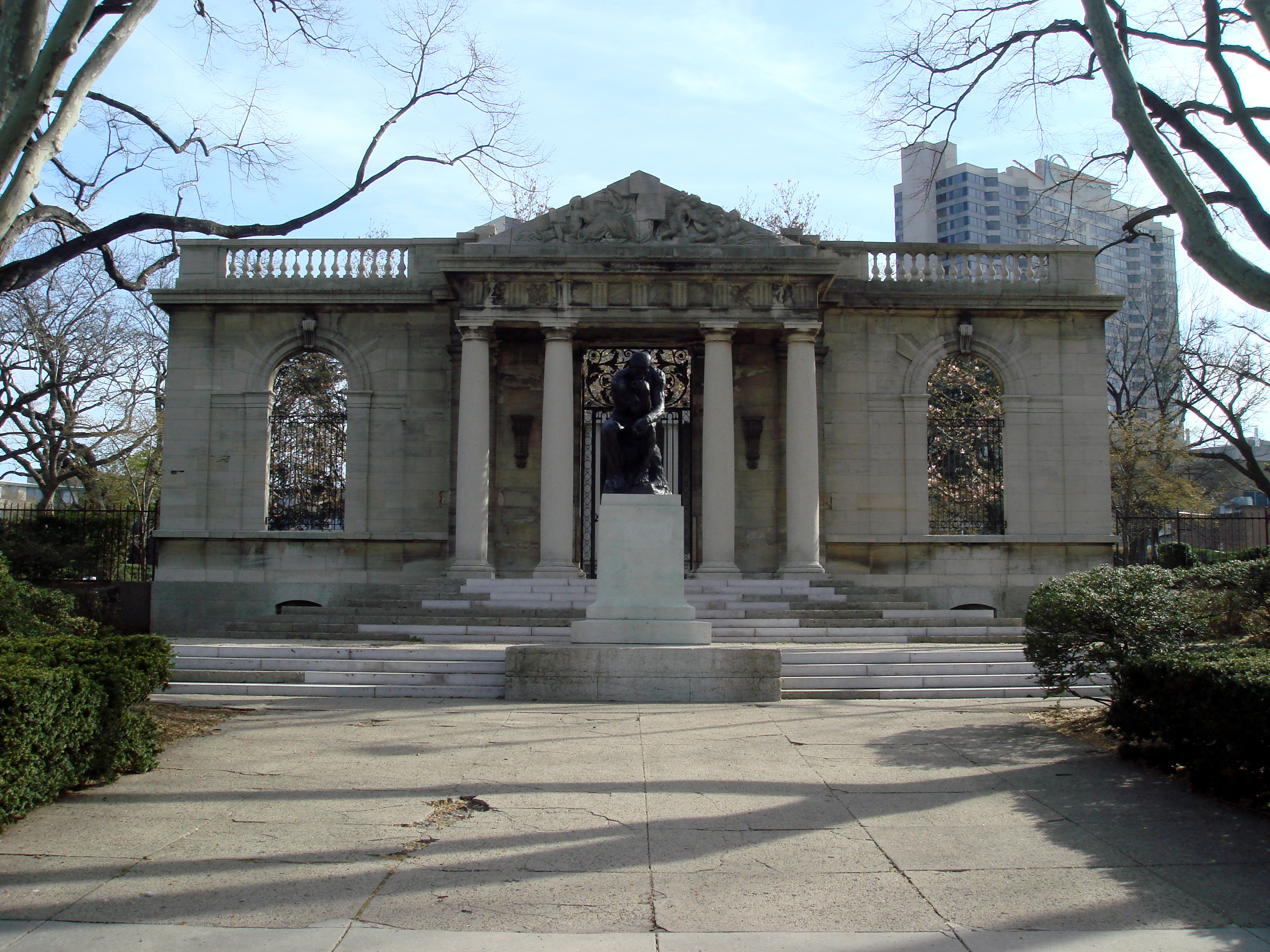
Réplique de la façade à l'entrée du Rodin Museum de Philadelphie.

### AuXXIesiècle
Aujourd'hui, sur place ne sont conservés de l'ancien château d'Issy que :
- la moitié la plus récente de l'hémicycle d'entrée, édifiée à la fin du XVIIIe siècle. Elle abrite la galerie d'histoire du musée de la Ville d’Issy, au sein du musée français de la Carte à jouer ;
- l'orangerie ;
- le colombier ;
- une fontaine, inscrite au titre des monuments historiques par arrêté du 8 mai 1933[12].

Une petite partie du parc, rachetée par la commune d'Issy-les-Moulineaux et principalement vendue en lots, est transformée en l'actuel parc municipal Henri-Barbusse, inauguré le 5 juillet 1936, avec son bassin conservé.

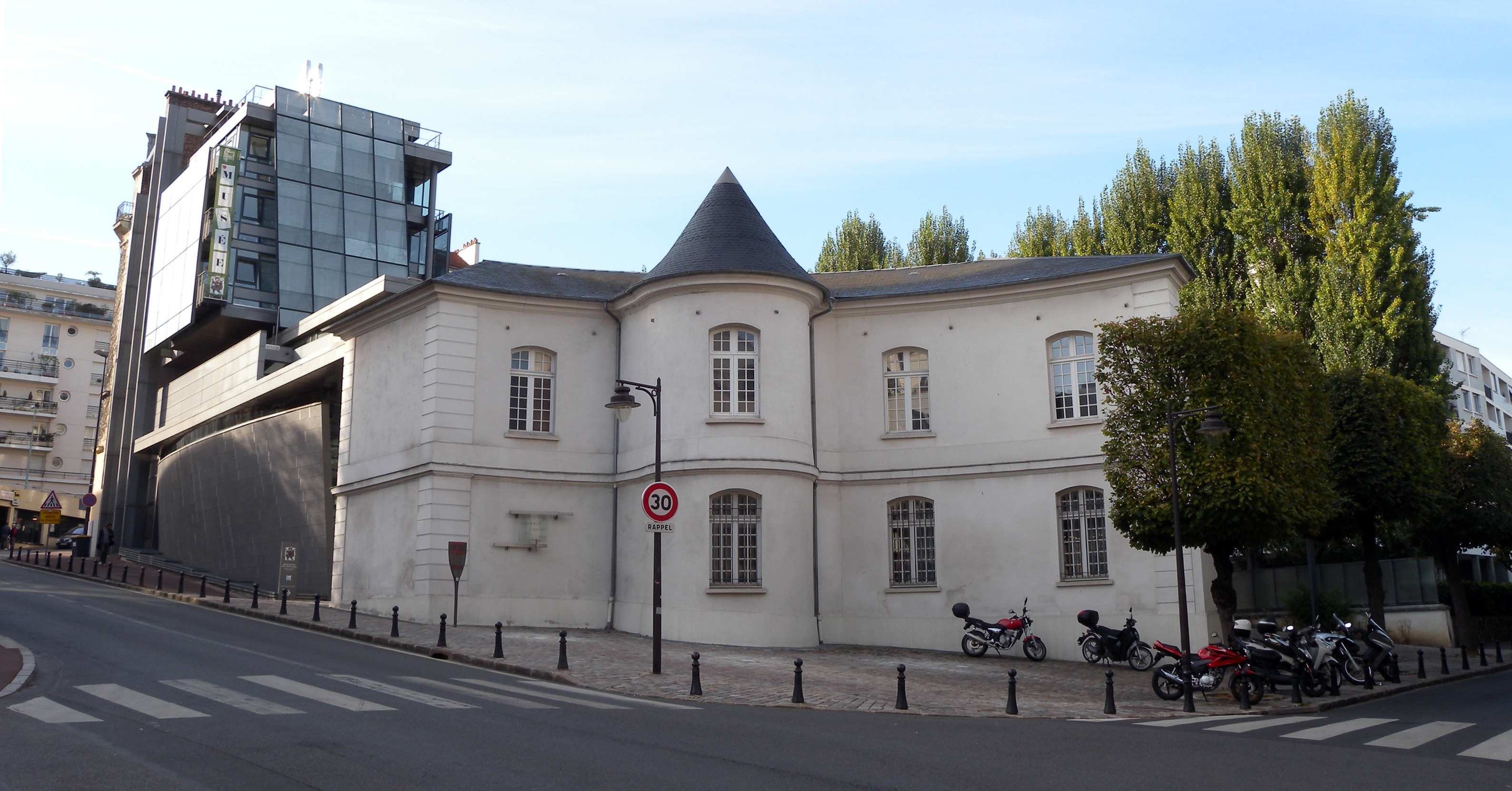
L'un des deux pavillons d'entrée du château d'Issy.
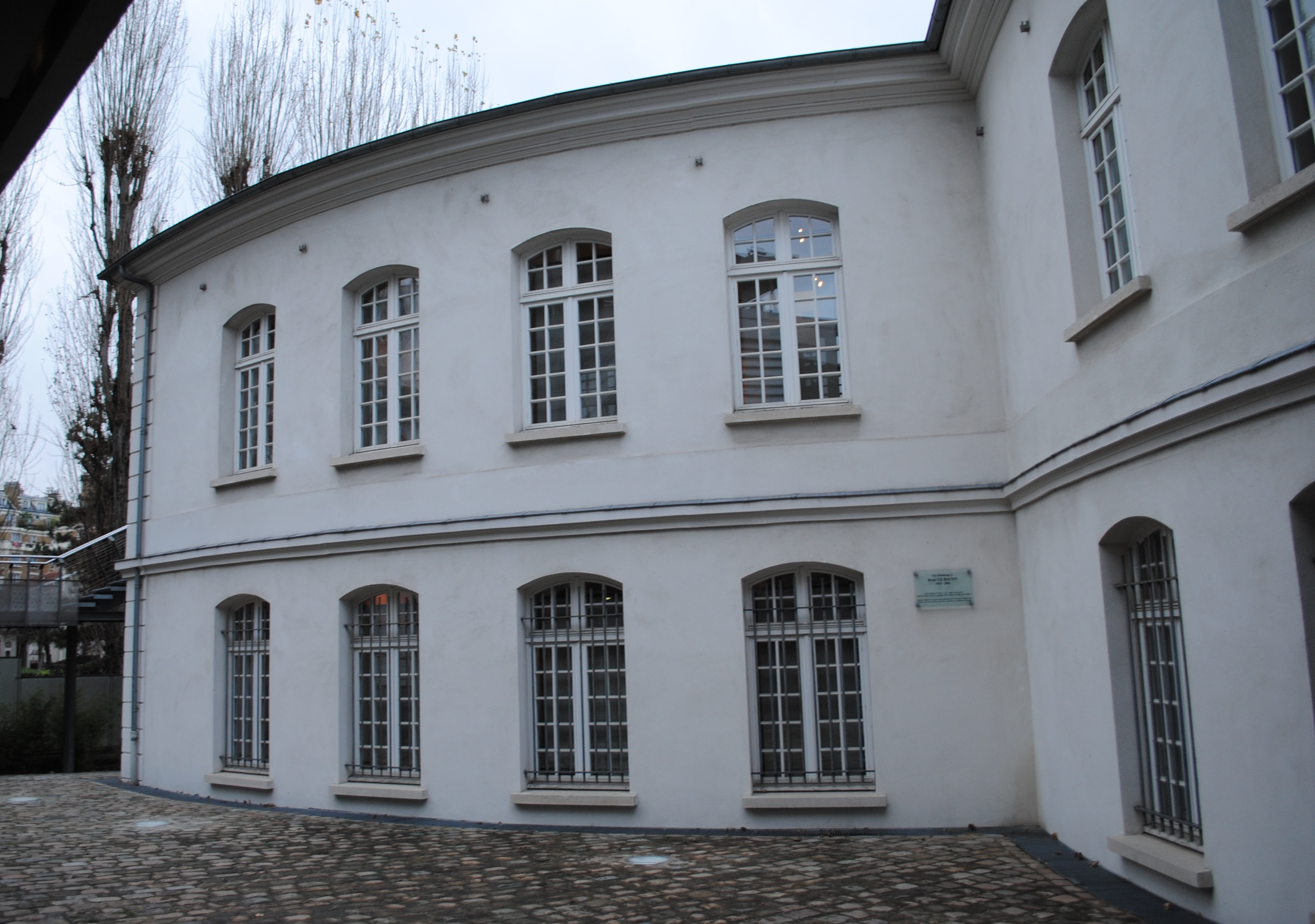
Le pavillon d'entrée sud du château d'Issy, vue arrière.
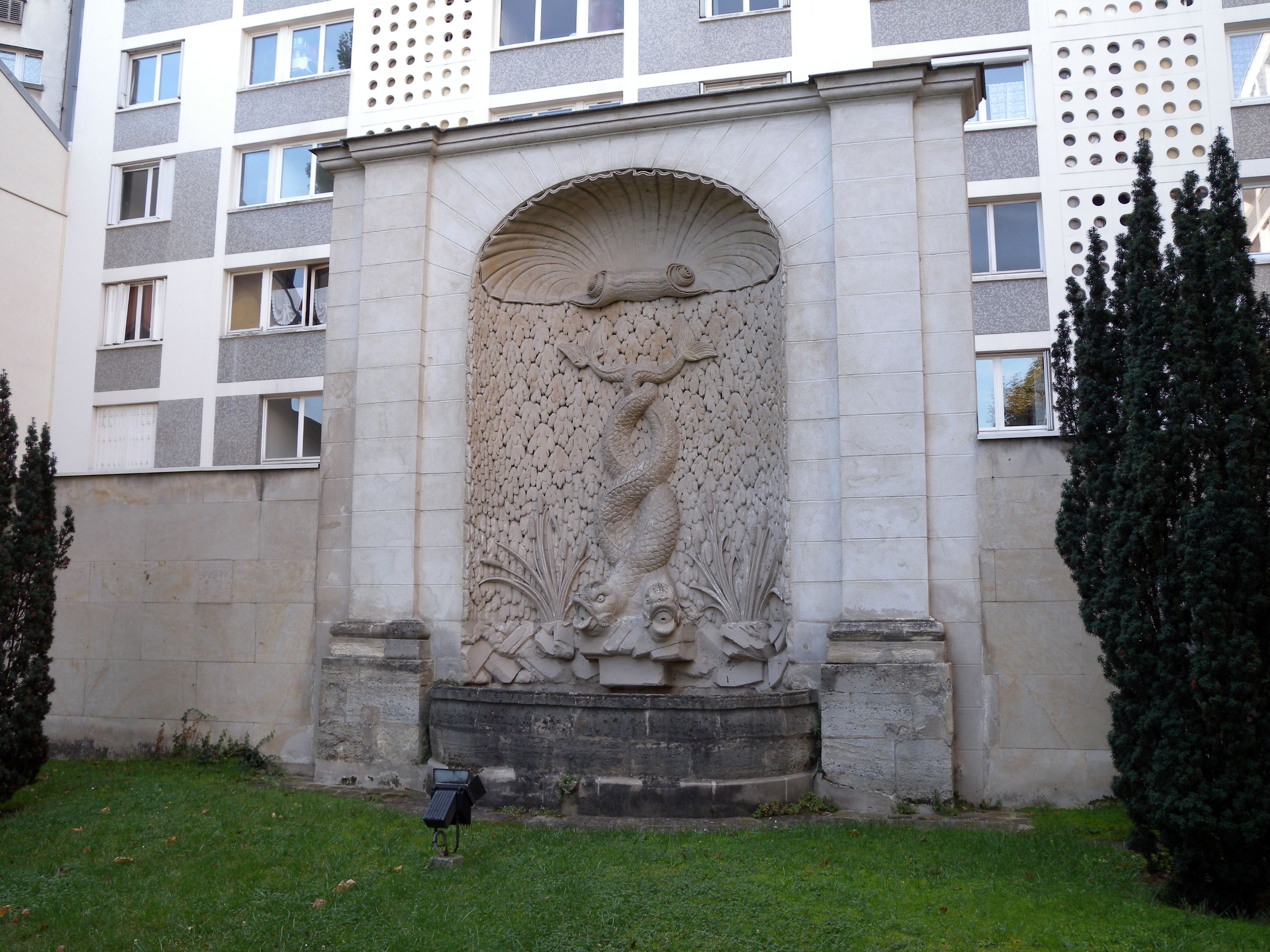
La fontaine des écuries.
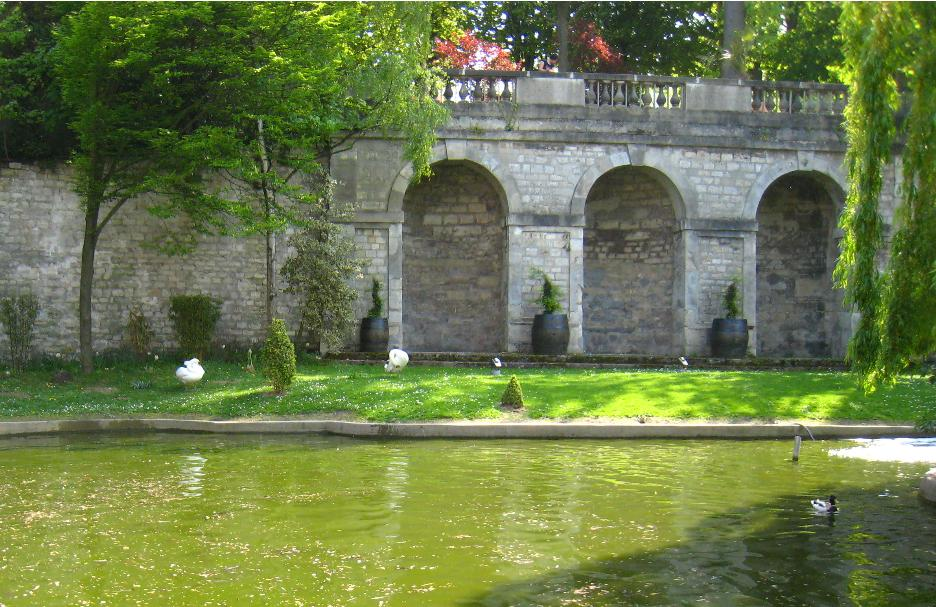
Grotte des anciens jardins du château d'Issy en 2015.
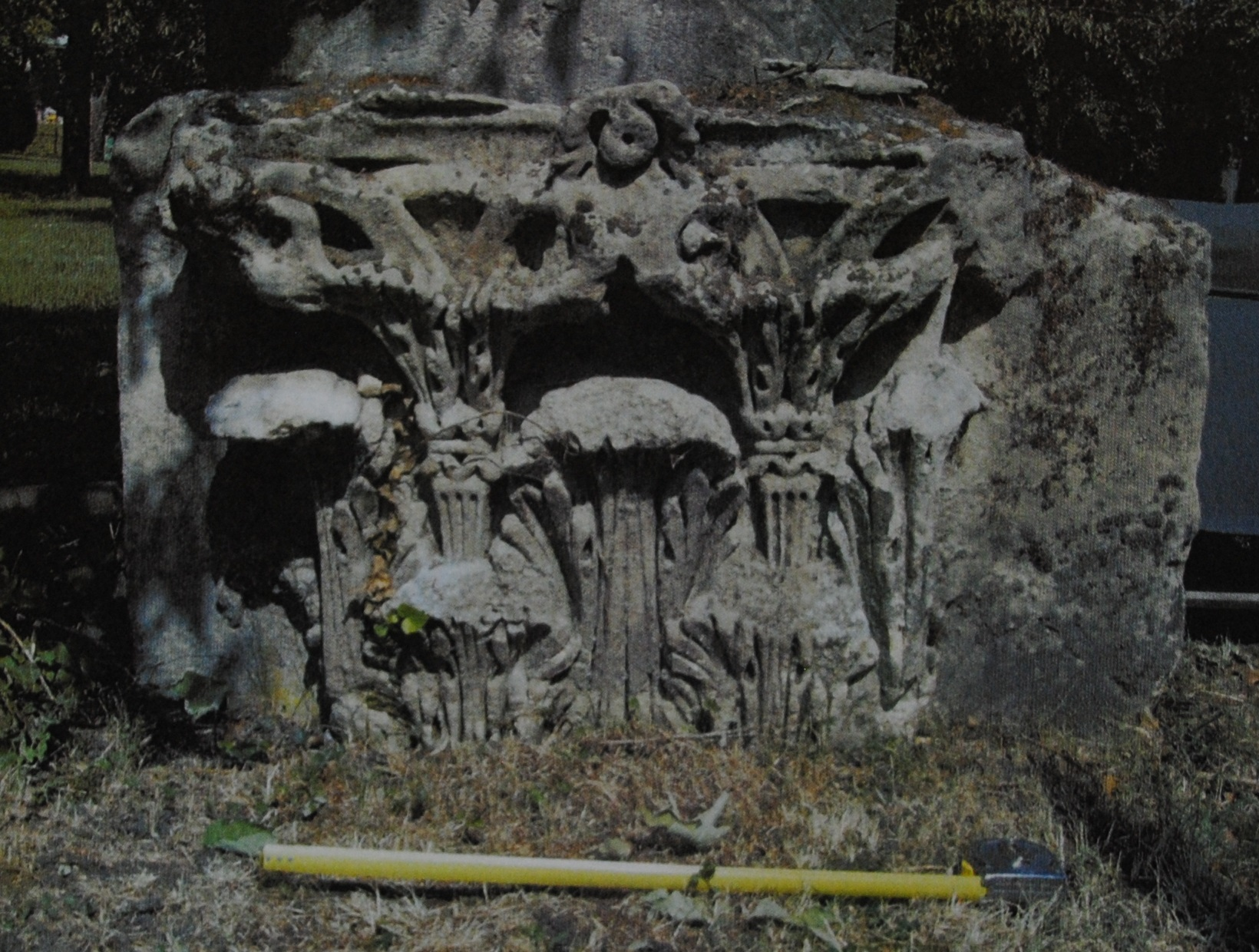
Haut de pilastre provenant du château d'Issy, musée Rodin de Meudon.